# ポケットモンスター (ゲームシリーズ)
ポケットモンスターシリーズは、ゲームフリークが開発し、株式会社ポケモン（2000年以前は任天堂）より1996年2月から発売されているロールプレイングゲームのシリーズである。

## 概要
プレイヤーはポケモントレーナーとなり、作中世界に生息する「ポケットモンスター（ポケモン）」と呼ばれる不思議な生き物を捕獲して育てたり、ポケモン同士を戦わせたり、他のプレイヤーと交換をしてポケモン図鑑を完成させるのが目的のゲーム。ポケモントレーナーとはポケモンを育て戦わせる人のことを指す。
理由は作品によって変わる場合があるが、プレイヤーが操る主人公はポケモン図鑑の完成を目的に旅に出ることになる。旅の道中ではライバルと呼ばれるキャラクターや、ジムリーダーと呼ばれる特定のタイプを極めたトレーナーと戦い、ポケモンと共に成長していく。ジムリーダーに勝利することで手に入るジムバッジを8つ集め、ポケモンリーグで四天王とチャンピオンに勝利するとエンディングを迎える。
ポケモンは野生のポケモンやポケモントレーナーの繰り出すポケモンと戦わせることで成長していく。ポケモンには同じ種であっても個体ごとに能力値を表すパラメータや成長の度合いを表すレベルなどが存在するが、主人公にはそれらの概念は存在しない。

## 開発および発売後の反響
本シリーズは、ゲームクリエイターの田尻智が、少年時代に住んでいた東京都町田市で夢中になった昆虫採集や、友達との昆虫の交換・相撲などを元に考案した。具体的なゲームシステム開発では、田尻智自らが、対戦だけでなく、他者との物の交換も楽しむというゴールを提案したという。結果として、1996年2月の『ポケットモンスター 赤・緑』から発売を開始したこのシリーズは、「ポケットモンスター」、通称「ポケモン」と呼ばれる架空の生き物が生息している世界を舞台としたロールプレイングゲームとなった。
構造は『ウルトラセブン』に登場するカプセル怪獣で、スタッフもその旨を明言している。企画当初の名称である『カプセルモンスター』や、ボールから出す際の「いけ」や「頼むぞ」、戻す際の「もどれ」のかけ声もこれを意識したものである。一部のポケモンの中にはウルトラ怪獣を意識した姿をした個体も存在する。
初代ポケモンは初動は振るわなかったものの、子供たちの間で口コミで拡がり、1年も経たないうちに各所で名前が知られるようになった。その後、アニメシリーズに加えて、松本梨香の「めざせポケモンマスター」，イマクニ？の「ポケモン言えるかな？」、バラエティ番組におけるポケモン対戦企画がテレビ番組で放映されたことで人気が爆発し、日本全国で急速にユーザーが増えていった。
モバイル端末の黎明期で、ゲームボーイの通信機能が殆ど利用されていなかったシリーズ開始当初はポケモンのコレクション・育成や、通信による交換・対戦の要素が画期的とされ、時代遅れと見られていたゲームボーイが時代の最先端に返り咲くこととなった。また同時に2つ以上のバージョンをリリースし、それぞれのプログラムを違うものにしてどちらかのバージョンでしか手に入らないポケモンや出現率が異なるポケモンを作り、ユーザー間のポケモン交換の促進を狙うなど、ゲーム的にも商品としても新しい試みに挑戦して話題を呼んだ。
本作発売以後、ゲーム業界全体で様々なコレクション・通信要素を搭載したゲームが登場した。またゲーム以外のメディアに展開された作品も軒並みヒットし、同時に全年齢層へのユーザーの拡がりや世界シェアも獲得したことで、2019年の段階では世界1位の収益を上げるメディアミックスプロジェクトとなった。

## シリーズ一覧
| 1996 | 赤・緑                                       |
| 1996 | 青                                           |
| 1997 |                                              |
| 1998 | ピカチュウ                                   |
| 1999 | 金・銀                                       |
| 2000 | クリスタル                                   |
| 2001 |                                              |
| 2002 | ルビー・サファイア                           |
| 2003 |                                              |
| 2004 | ファイアレッド・リーフグリーン               |
| 2004 | エメラルド                                   |
| 2005 |                                              |
| 2006 | ダイヤモンド・パール                         |
| 2007 |                                              |
| 2008 | プラチナ                                     |
| 2009 | ハートゴールド・ソウルシルバー               |
| 2010 | ブラック・ホワイト                           |
| 2011 |                                              |
| 2012 | ブラック2・ホワイト2                         |
| 2013 | X・Y                                         |
| 2014 | オメガルビー・アルファサファイア             |
| 2015 |                                              |
| 2016 | サン・ムーン                                 |
| 2017 | ウルトラサン・ウルトラムーン                 |
| 2018 | Let's Go! ピカチュウ・Let's Go! イーブイ     |
| 2019 | ソード・シールド                             |
| 2020 | 鎧の孤島・冠の雪原（DLC）                    |
| 2021 | ブリリアントダイヤモンド・シャイニングパール |
| 2022 | Pokémon LEGENDS アルセウス                   |
| 2022 | スカーレット・バイオレット                   |
| 2023 | 碧の仮面・藍の円盤（DLC）                    |
| 2024 | 番外編（DLC）                                |
| 2025 | Pokémon LEGENDS Z-A                          |

| タイトル                                                        | 対応機種               | 発売日                 | 売上本数                                 | 売上本数                               | 売上本数                               | 売上本数                     | 備考 |
| --------------------------------------------------------------- | ---------------------- | ---------------------- | ---------------------------------------- | -------------------------------------- | -------------------------------------- | ---------------------------- | --- |
| ポケットモンスター 赤・緑                                       | ゲームボーイ           | 1996年2月27日          | 822万本（2000年3月時点での出荷数）       | 2,904万本（2009年9月末時点での出荷数） | 3,138万本                              | 4,602万本                    | 『ポケットモンスター』（ポケモン）の名を冠する最初の作品。                                                       |
| ポケットモンスター 青                                           | ゲームボーイ           | 1996年10月15日         | 201万本（出荷数）                        | 海外未発売                             | 3,138万本                              | 4,602万本                    | 『赤・緑』のマイナーチェンジ版。最初は限定販売、後に一般販売。                                                   |
| ポケットモンスター ピカチュウ                                   | ゲームボーイ           | 1998年9月12日          | 316万本（出荷数）                        | 1,464万本                              | 1,464万本                              | 4,602万本                    | 『赤・緑』のマイナーチェンジ版。最初のパートナーはピカチュウで固定。ピカチュウを連れ歩き、豊かな表情を楽しめる。 |
| ポケットモンスター 金・銀                                       | ゲームボーイ           | 1999年11月21日         | 730万本以上（2009年9月末時点での出荷数） | 2,373万本（2009年9月末時点での出荷数） | 2,373万本（2009年9月末時点での出荷数） | 2,949万本                    | 完全新作の2作目でシリーズ初のゲームボーイカラー対応ソフト。前作と通信交換ができ、ゲームボーイでもプレイ可。      |
| ポケットモンスター クリスタルバージョン                         | ゲームボーイカラー     | 2000年12月14日         |                                          | 639万本                                | 639万本                                | 2,949万本                    | 『金・銀』のマイナーチェンジ版。ゲームボーイカラー専用。                                                         |
| ポケットモンスター ルビー・サファイア                           | ゲームボーイアドバンス | 2002年11月21日         | 540万本（2022年末時点）                  | 1,614万本（2022年末時点）              | 1,614万本（2022年末時点）              | 1,614万本（2022年末時点）    | 完全新作の3作目。今作から日本のみ発売元は株式会社ポケモン。                                                      |
| ポケットモンスター ファイアレッド・リーフグリーン               | ゲームボーイアドバンス | 2004年1月29日          | 318万本（2022年末時点）                  | 1,200万本                              | 1,200万本                              | 1,200万本                    | 『赤・緑』のリメイク版。                                                                                         |
| ポケットモンスター エメラルド                                   | ゲームボーイアドバンス | 2004年9月16日          | 208万本（2022年末時点）                  | 680万本（2022年末時点）                | 680万本（2022年末時点）                | 680万本（2022年末時点）      | 『ルビー・サファイア』のマイナーチェンジ版。                                                                     |
| ポケットモンスター ダイヤモンド・パール                         | ニンテンドーDS         | 2006年9月28日          | 585万本（2022年末時点）                  | 1,767万本（2024年9月末時点）           | 1,767万本（2024年9月末時点）           | 1,767万本（2024年9月末時点） | 完全新作の4作目。シリーズ初のインターネット通信に対応。                                                          |
| ポケットモンスター プラチナ                                     | ニンテンドーDS         | 2008年9月13日          | 265万本（2022年末時点）                  | 760万本（2022年末時点）                | 760万本（2022年末時点）                | 760万本（2022年末時点）      | 『ダイヤモンド・パール』のマイナーチェンジ版。                                                                   |
| ポケットモンスター ハートゴールド・ソウルシルバー               | ニンテンドーDS         | 2009年9月12日          | 397万本（2022年末時点）                  | 1,272万本（2024年9月末時点）           | 1,272万本（2024年9月末時点）           | 1,272万本（2024年9月末時点） | 『金・銀』のリメイク版。                                                                                         |
| ポケットモンスター ブラック・ホワイト                           | ニンテンドーDS         | 2010年9月18日          | 554万本（2022年末時点）                  | 1,564万本（2024年9月末時点）           | 1,564万本（2024年9月末時点）           | 1,564万本（2024年9月末時点） | 完全新作の5作目。                                                                                                |
| ポケットモンスター ブラック2・ホワイト2                         | ニンテンドーDS         | 2012年6月23日          | 307万本（2022年末時点）                  | 852万本（2022年末時点）                | 852万本（2022年末時点）                | 852万本（2022年末時点）      | シリーズ初のナンバリングを冠した続編。                                                                           |
| ポケットモンスター X・Y                                         | ニンテンドー3DS        | 2013年10月12日         | 457万本（2022年末時点）                  | 1,676万本（2024年9月時点）             | 1,676万本（2024年9月時点）             | 1,676万本（2024年9月時点）   | 完全新作の6作目。                                                                                                |
| ポケットモンスター オメガルビー・アルファサファイア             | ニンテンドー3DS        | 2014年11月21日         | 347万本（2022年末時点）                  | 1,463万本（2024年9月末時点）           | 1,463万本（2024年9月末時点）           | 1,463万本（2024年9月末時点） | 『ルビー・サファイア』 のリメイク版。                                                                            |
| ポケットモンスター サン・ムーン                                 | ニンテンドー3DS        | 2016年11月18日         | 394万本（2022年末時点）                  | 1,633万本（2024年9月末時点）           | 1,633万本（2024年9月末時点）           | 1,633万本（2024年9月末時点） | 完全新作の7作目。                                                                                                |
| ポケットモンスター ウルトラサン・ウルトラムーン                 | ニンテンドー3DS        | 2017年11月17日         | 272万本（2022年末時点）                  | 923万本（2024年9月末時点）             | 923万本（2024年9月末時点）             | 923万本（2024年9月末時点）   | 『サン・ムーン』のマイナーチェンジ版。                                                                           |
| ポケットモンスター Let's Go! ピカチュウ・Let's Go! イーブイ     | Nintendo Switch        | 2018年11月16日         | 218万本（2022年3月末時点）               | 1,507万本（2022年末時点）              | 1,507万本（2022年末時点）              | 1,507万本（2022年末時点）    | 『ピカチュウ』のリメイク版。本編シリーズでは初となる据え置き型ゲーム機の作品。                                   |
| ポケットモンスター ソード・シールド                             | Nintendo Switch        | 2019年11月15日         | 564万本（2022年3月末時点）               | 2,684万本（2025年6月末時点）           | 2,684万本（2025年6月末時点）           | 2,684万本（2025年6月末時点） | 完全新作の8作目。                                                                                                |
| ポケットモンスター ブリリアントダイヤモンド・シャイニングパール | Nintendo Switch        | 2021年11月19日         | 385万本（2022年3月末時点）               | 1,492万本（2022年9月末時点）           | 1,492万本（2022年9月末時点）           | 1,492万本（2022年9月末時点） | 『ダイヤモンド・パール』のリメイク版。制作はILCA。                                                               |
| Pokémon LEGENDS アルセウス                                      | Nintendo Switch        | 2022年1月28日          | 364万本（2023年3月末時点）               | 1,483万本（2023年3月末時点）           | 1,483万本（2023年3月末時点）           | 1,483万本（2023年3月末時点） | 完全新作の9作目。 本編シリーズでは初となるアクションRPG。                                                        |
| ポケットモンスター スカーレット・バイオレット                   | Nintendo Switch        | 2022年11月18日         | 866万本（2025年3月末時点）               | 2,715万本（2025年6月末時点）           | 2,715万本（2025年6月末時点）           | 2,715万本（2025年6月末時点） | 完全新作の10作目。 シリーズ初のオープンワールド。                                                                |
| Pokémon LEGENDS Z-A                                             | Nintendo Switch        | 2025年10月16日（予定） | 万本                                     | 万本                                   | 万本                                   | 万本                         | |

### スピンオフ
本編の他に据え置き型ゲーム機の対戦用ソフトとして、『ポケモンスタジアム』シリーズ、『ポケモンコロシアム』、『ポケモンXD』、『ポケモンバトルレボリューション』がある。『コロシアム』と『XD』では、上記の全地方から見て「遠く離れた土地」を舞台にした冒険も繰り広げられる。

## ゲームの舞台
主人公（プレイヤー）が旅をするシリーズの舞台は同一世界中の様々な地域（「地方」と称される）である。また、いずれの地方も現実世界の特定の地域がモデルであり、地理や一部登場キャラクターの設定などがそのモデル地域と大まかに似ていることが多い。
| ゲームシリーズ                                                                                    | ポケモンの地方                       | モデルとなった地域                                                                       |
| ------------------------------------------------------------------------------------------------- | ------------------------------------ | ---------------------------------------------------------------------------------------- |
| 赤・緑・青・ピカチュウ・ファイアレッド・リーフグリーン・Let's Go! ピカチュウ・Let's Go! イーブイ  | カントー地方 - ナナシマ              | 関東地方・中部地方の一部, 日本 - 伊豆諸島・小笠原群島, 日本                              |
| 金・銀・クリスタル・ハートゴールド・ソウルシルバー                                                | ジョウト地方                         | 近畿地方・中部地方の一部・四国地方の一部, 日本                                           |
| ルビー・サファイア・エメラルド・ オメガルビー・アルファサファイア                                 | ホウエン地方                         | 九州・沖縄地方, 日本                                                                     |
| ダイヤモンド・パール・プラチナ・ブリリアントダイヤモンド・シャイニングパール - LEGENDS アルセウス | シンオウ地方 - ヒスイ地方            | 北海道, 日本・ サハリン州（樺太）, ロシア                                                |
| ブラック・ホワイト・ ブラック2・ホワイト2                                                         | イッシュ地方                         | ニューヨーク州 ニューヨーク市・ ニュージャージー州の一部（マンハッタン島周辺）, アメリカ |
| X・Y・LEGENDS Z-A                                                                                 | カロス地方                           | フランス                                                                                 |
| サン・ムーン・ウルトラサン・ウルトラムーン                                                        | アローラ地方                         | ハワイ州, アメリカ                                                                       |
| ソード・シールド - 鎧の孤島 - 冠の雪原                                                            | ガラル地方 - ヨロイ島 - カンムリ雪原 | イングランド・ ウェールズ, イギリス - マン島 - スコットランド, イギリス                  |
| スカーレット・バイオレット - 碧の仮面                                                             | パルデア地方 - キタカミの里          | スペイン・ ポルトガル（イベリア半島） - 東北地方の一部, 日本                             |

## ゲームシステム
本シリーズに共通しているゲームシステムを述べる。特に本シリーズを代表する要素である、育成・対戦・通信といったものを中心に解説する。
ゲームの主な目的は、多種類存在するポケモンすべてをポケモン図鑑に登録すること、すなわち図鑑の完成と、ストーリーを進め、チャンピオンを倒すことの二つに大別することが可能で、特に後者はこのゲームの基礎的な遊び方である。主人公は野生のポケモンを捕まえて仲間を増やし、ライバルや他のポケモントレーナー達との勝負を交えながら成長し、ポケモンジムを攻略してバッジを集め、ポケモントレーナーの頂点であるチャンピオンを目指す。また、ゲームに登場する敵対組織の野望を打ち砕くこともゲームの内容のひとつである。また、バージョン毎に入手可能なポケモンが異なり、他のプレイヤーと手持ちのポケモンで交換・対戦しつつポケモン図鑑を完成させるという、現実の人間関係を利用するゲームシステムが採用された。
最初のバージョンである『赤・緑』以来、現在まで共通する要素として、一部のスピンアウト作品を除き、ゲームの開始時にそれぞれ「くさ」「ほのお」「みず」のタイプ（一部は複合タイプを持つ）を持つ3匹のポケモンから1つを選択して始める。特に、この最初の3匹のポケモンは「御三家」ともいわれる。
同一の世代に分類されるものは、ストーリー等は異なっていてもほぼ同一のゲームシステムであり、高い互換性を持つ。たとえば、『ダイヤモンド・パール・プラチナ』と『ハートゴールド・ソウルシルバー』はストーリーや舞台は全く異なるが同一世代のため、互いに通信対戦や通信交換を行うことができる。一方で、世代の異なる作品同士の互換性は低い。
- 第一世代（GB）と第二世代（GBC）は、第一世代に登場するポケモンでかつ「ひでんマシン」技を除く第一世代の技のみを覚えている個体であれば双方向のポケモン移動が可能。
- 第二世代と第三世代（GBA）では一切のデータの互換性がなくなった。
- 第三世代以降は後世代への一方向のポケモン移動が可能である。[注 9]

データの互換性が低くなる理由は、世代が更新されるたびに新たなポケモン・アイテムなどが追加される為である。逆に言えば、世代が更新されない限り新ポケモンや新アイテムが追加されることはない。なお、一部例外はあり、例えば、「はっきんだま」は第四世代の途中『プラチナ』で新たに追加されたアイテムである。そのため、このアイテムには「通信交換できない」等の特殊な制約がある。同一世代であっても後で発売されたソフトで追加された道具・技・フォルムは先に発売されたソフトには転送できない場合がある。なお、フォルムチェンジ等に関しては、多くの作品では古い側からは通常のフォルムで表示される。
『ハートゴールド・ソウルシルバー』以前の作品では、ゲーム内での解説文やわざの名前・キャラクターの台詞などには、基本的に漢字は使われず、ほとんどが平仮名表記だった。「円」は例外だが、これは通貨単位としての記号のような扱いである。また、『ルビー・サファイア』以降、「人」「回」も数量表示で使われるが台詞やメッセージには登場しない。しかし、『ブラック・ホワイト』以降では、「ポケモン赤・緑世代の人達にもう一度遊んでもらえるように」と大人にとって読みやすい漢字表記を導入している。なお、従来通りに平仮名のみの表記に切り替えることも可能である。外伝作品では、すでに『ポケモンコロシアム』の段階から漢字が使われていたが、振り仮名が振られていた。
なお、「ポケモンマスター」や「（ポケモンを捕まえるという意味での）ゲット」等の単語はアニメが初出であり、ゲーム本編では使用されていない（ただしピカチュウ版にはピカチュウの「ゲットだぜ」アクションが存在する）。『ダイヤモンド・パール・プラチナ』中の台詞では「ほかく」という単語に置き換えられている。

## 育成システム
基本的には「けいけんち（経験値）」の蓄積によるレベルアップという、多くのRPGと同じシステムとなっている。
レベルの最大値はいずれのポケモン・シリーズにおいても100である。レベルアップに伴って能力値も上昇する。ポケモン毎に成長速度が異なる。レベル100になるために必要な経験値の量には、60万、80万、100万、106万（1,059,860）、125万、164万の6種類のタイプがある。nの3乗からとられることが多い。基本的にレベルが高いほど次のレベルまでに必要な経験値が多くなる。最多で68116である。164万タイプのみ、レベルアップするのに必要な経験値が多くなったり少なくなったりする。

### ポケモンの能力
バトルにおけるポケモンの能力は、HP（体力）、こうげき（物理攻撃）、ぼうぎょ（物理防御）、とくこう（特攻：特殊攻撃の略）、とくぼう（特防：特殊防御の略）、すばやさ（素早さ）の6つからなり、「ステータス」とも呼ばれる。
第一世代においては「とくこう」「とくぼう」がとくしゅ（特殊）という1つのステータスだった。『金・銀』で「とくこう」と「とくぼう」が新設された際、第一世代のポケモンではもとの「とくしゅ」の能力値をそのまま両方に受け継いだ者もいれば、いずれか一方だけもとの値が保持され、もう一方がより高い / 低い値に設定されたことによって強化 / 弱化された者もいる。
これらの能力は技の効果などで一時的に上下することがある。「めいちゅうりつ（命中率）」と「かいひりつ（回避率）」は上記のステータスではないが、同様に一時的に変化することのあるパラメータである。ゲーム中で「こうげきが あがった」「かいひりつが さがった」などと表示されたときはこの一時的な変化が起こっている。この変化は段階的に起こるものであり、1つの能力に対し上下各6段階まで変化する。「○○があがった / さがった」と表示された時は1段階、「ぐーんとあがった / がくっとさがった」と表示された時は2段階、「ぐぐーんとあがった/がくーんとさがった」と表示された時は3段階、「さいだいまであがった」と表示された時は限界まで上がっている。この変化はあくまで一時的なものであり、ポケモンがバトルから離れたりバトルが終了したりすると元に戻る。
一方、ポケモンコンテストにおける「コンディション」やポケスロンでの「パフォーマンス」という能力もある。

#### 能力成長の詳細
各々の能力ごとに、隠しパラメータがいくつか設定されている。ゲーム内はもちろん攻略本でも基本的には公開されていないが、公式では「ポケモンごとに個性がある」、「同じポケモンでも微妙な能力の差異がある」、などとその影響を暗示しており、ファンの間では「種族値」「個体値」「努力値」と呼ばれている。この俗称は2017年のゲーム関連の書籍にも掲載されている。これらのパラメータが、一見単純な成長システムに奥行きを与えている。なお、第二世代までと第三世代以降ではシステムが大きく異なる。

##### ポケモンの性格
第三世代から追加された要素。能力値への影響をはじめとして、ポロックやポフィンの好みの味、一部のきのみの効果、『エメラルド』のバトルパレスでの行動パターンに影響する。ポケモンの性格は生まれつき決まっており、変化することはない。
例えば、「さみしがり」な性格のポケモンは「こうげき」が伸びやすく、「ぼうぎょ」が伸びにくい。また、「からい」味を好み、「すっぱい」味を嫌う。性格が影響する能力と好みの味の間には関係があり、伸びやすい能力に好きな味が対応している。例えば「こうげき」と「からい」味は対応している。この対応については下の表の最後の行に示す。
「がんばりや」「てれや」「まじめ」「きまぐれ」「すなお」の5つの性格は能力値の変化や味の好みがない。これらの性格の場合、『ダイヤモンド・パール・プラチナ』では「すききらいなし」「なんでも よくたべる」と表示される。
下の表は性格が能力値に与える影響を示したもので、数字は影響する能力値にかかる倍率であり、空欄は1倍である。『ハートゴールド・ソウルシルバー』『ブラック・ホワイト』ではポケモンの能力値表示欄で1.1倍になる能力が赤文字で、0.9倍になる能力は青文字でそれぞれ表示される。
| 性格       | こうげき | ぼうぎょ | とくこう | とくぼう | すばやさ |
| ---------- | -------- | -------- | -------- | -------- | -------- |
| さみしがり | 1.1      | 0.9      |          |          |          |
| いじっぱり | 1.1      |          | 0.9      |          |          |
| やんちゃ   | 1.1      |          |          | 0.9      |          |
| ゆうかん   | 1.1      |          |          |          | 0.9      |
| ずぶとい   | 0.9      | 1.1      |          |          |          |
| わんぱく   |          | 1.1      | 0.9      |          |          |
| のうてんき |          | 1.1      |          | 0.9      |          |
| のんき     |          | 1.1      |          |          | 0.9      |
| ひかえめ   | 0.9      |          | 1.1      |          |          |
| おっとり   |          | 0.9      | 1.1      |          |          |
| うっかりや |          |          | 1.1      | 0.9      |          |
| れいせい   |          |          | 1.1      |          | 0.9      |
| おだやか   | 0.9      |          |          | 1.1      |          |
| おとなしい |          | 0.9      |          | 1.1      |          |
| しんちょう |          |          | 0.9      | 1.1      |          |
| なまいき   |          |          |          | 1.1      | 0.9      |
| おくびょう | 0.9      |          |          |          | 1.1      |
| せっかち   |          | 0.9      |          |          | 1.1      |
| ようき     |          |          | 0.9      |          | 1.1      |
| むじゃき   |          |          |          | 0.9      | 1.1      |
| 対応する味 | からい   | すっぱい | しぶい   | にがい   | あまい   |

## ポケモンの進化
ポケモンの中には一定の条件がそろうと別のポケモンに「しんか」（進化）するものがある。ここでいう「進化」とは現実世界においてダーウィンが示した進化（ミッシングリンクの概念も含む）とは異なり、「成長」や「変態」の概念に近い。進化は不可逆であり、一度進化すると進化前の姿には戻ることはできない。ただし一部、ヤドランに対して何らかの衝撃が加わり、尻尾に食いついていたシェルダーが外れてヤドンに戻る、ナッシーの頭が落ちてタマタマになり他の仲間をテレパシーで探して群れを成すなど、ポケモン図鑑には「進化前の姿に戻ってしまう」という内容の記述がある。また、ディグダやコイルやダンバルの様に、複数で集まって進化するという記述の例もあるが、この場合ゲーム上ではいずれも通常のレベルアップで進化する。
例えばアチャモは進化するとワカシャモになり、さらに進化するとバシャーモになる。進化すると別のポケモンとなるため能力が変わる。多くの場合は能力が上昇するが、例えばストライクからハッサムへの進化のような一部の能力が下がるものやハクリューからカイリューに進化することによるタイプの追加・変化、ヤルキモノからケッキングの進化における特性の変化、また進化前のポケモンのみの防御力を大幅に上昇するアイテム「しんかのきせき」などが存在し、完全には「進化したほうが強い」とも言い切れない。また、進化させるタイミングによって最終的にステータスに差が出ることは無い。第一世代の一部書籍に「ぎりぎりまで進化キャンセルした方がいい」「遅いレベルで進化させると能力が大幅に上がる」という説明があったが、これはきそポイントが反映されてから進化させた影響によるものである。
一方で、レベルアップによる進化をするとレベルアップで覚える「わざ」を覚えるレベルが遅くなる傾向がある。たとえば、ワカシャモは「スカイアッパー」をレベル50で覚えられるが、バシャーモに進化するとレベル59にならなければ覚えられない。また、一部の覚えられる「わざ」が変わったり、追加されたり無くなったりすることもある。このパターンは『ルビー・サファイア』になってから多くなっている。たとえば、アチャモが覚えられる「ほのおのうず」はワカシャモ以上に進化すると「ビルドアップ」に差し替えられる。また、第八世代や一部のポケモンを除き「しんかのいし」を使って進化させる場合は「わざ」をレベルアップでほとんど覚えられなくなることが多い。ただし通信交換によって進化するポケモンの場合はそのような現象はあまりない。最終的な能力値はいつ進化しても変わらないため、最後まで進化させない等の事情が無ければ進化させないままレベルを上げ、高レベル・もしくは進化先では覚えられない技を覚えさせてから進化させるという手もある。
進化していないポケモンは俗に「たねポケモン」と呼ばれ、後発作品で「進化前」として追加されたポケモンは「ベイビィポケモン」と呼ばれているが、もともとポケモンカードゲームの用語でありゲーム中では用いられない。現在はカードゲームでも「ベイビィポケモン」の呼び名・分類は廃されており、進化しないたねポケモンとして扱われている（例：ポケモンカードゲームLEGENDシリーズのピチューはピカチュウに進化することができない）。

### 進化のバリエーション
ポケモンの進化は大抵の場合、一定のレベルに達すると起こる（「レベル進化」と呼ばれる）。レベルアップで進化する場合は、進化中にゲーム機のBボタンを押すことによって進化をキャンセルすることができる（レベルアップ以外の方法での進化はキャンセルできない）。また、『金・銀』以降ではポケモンに「かわらずのいし」という道具を持たせることであらゆる進化を未然に阻止することができる。野生のポケモンや一部のトレーナーが使用するポケモンの中には、本来進化するレベルよりも低いレベルで進化後の形態になっているものもいる。なお、レベルを下げる手段は現時点で存在しないため、第7世代まではレベルが100になってしまうと二度とレベルアップによる進化をすることができなかった。しかし第8世代以降ではレベルが100まで到達したポケモンに「ふしぎなアメ（レベルを1つ上げるアイテム）」を更に使用することでレベルはそのままで進化が発生するようになった。また、レベルアップ以外に以下の進化方法も確認されている。
条件付きレベルアップ
特定の条件を満たした状態でレベルを上げることで進化する。以下のような例がある。条件さえ揃えばレベルの数値自体は関係ない（最短でレベル2で進化できる種類もいる）。なお、時間帯に関係するものは、第二世代や第三世代の時計用電池が切れたROMや、同じく第三世代でも時計システムのない『ファイアレッド・リーフグリーン』では進化させることができない。
第二世代より採用
- ポケモンが一定以上なついている。例えばピチューからピカチュウ、ゴルバットからクロバットなどの進化はこの方式である。なつかせるためには、ずっと手持ちに入れて歩く・レベルを上げる・マッサージや毛繕いを受けさせる・アイテムを使用するなどが必要となり、「やすらぎのすず」を持たせておくとなつき度の上昇が早まる。さらにエーフィとブラッキーのように、なつき度に加えてレベルを上げる時間帯が関係するものもある。

第三世代より採用
- ポロックやポフィン（コンテストに関係するコンディションを上げる食べ物）によって美しさが一定以上になった状態でレベルアップ。ヒンバスからミロカロスへの進化のみがこのパターンだが、コンテストがない第五世代以降では「きれいなウロコ」を持たせて通信交換する進化方法が追加されている。

第四世代より採用
- 特定のポケモンが手持ちに入っている。例えば、テッポウオが手持ちに入っている状態でタマンタのレベルを上げると、マンタインに進化する。
- 特定の道具を持っている。例えば、ニューラは「するどいツメ」を持った状態で夜にレベルを上げるとマニューラに進化する。
- 特定の「わざ」を覚えさせてレベルを上げる。例えば、「げんしのちから」を覚えたヤンヤンマがメガヤンマに、「ダブルアタック」を覚えたエイパムがエテボースに進化する。第九世代にて新たに追加された過去のポケモンの進化形はこのパターンが多い。
- 特定の場所でレベルを上げる。例えば、イーブイを特定の場所でレベルアップさせるとそれぞれリーフィア、グレイシアに進化する（第八世代以降は進化の石に変更）。

第六世代より採用
- 3DSまたはSwitch本体が特定の状態になっている。マーイーカがレベル30以上にレベルアップする時、3DSまたはSwitch本体のジャイロセンサーが本体が逆さであることを検知している（本体をひっくり返した状態を維持している）と、カラマネロに進化する。
- ポケパルレの「なかよし（なつき度とは異なる）」のパラメーターが一定以上である。イーブイの「なかよし」のパラメーターを一定以上にして、フェアリータイプの技を覚えてレベルを上げるとニンフィアに進化する（第八世代からはなつき度進化に変更）。
- フィールドが特定の天気になっている。ヌメイルがLv.50以上にレベルアップする時、バトル終了時にフィールドが雨の状態だとヌメルゴンに進化する。

第八世代より採用
- 攻撃の成功判定による。カモネギ（ガラルのすがた）が1度の戦闘中に攻撃のクリティカルヒットを3回成功すると、ネギガナイトに進化する。
- 被ダメージ量が一定以上である。デスマス（ガラルのすがた）が49以上ダメージを受けた状態で特定の場所を訪れると、デスバーンに進化する。またバスラオ（しろすじのすがた）の場合は「すてみタックル」などの攻撃反動ダメージを累計294以上受ける（戦闘不能になるとリセットされるため途中で回復させる必要がある）とイダイトウに進化する。
- 特定の道具を持たせ、フィールドマップ上でキャラクターを回転させる。マホミルに「あめざいく」の道具（全6種類）のいずれかを持たせ、主人公を回転させることで、マホイップへと進化する。持たせるあめざいくや回転時間と回転方向、時間帯によって全63種類のフォルムのいずれかに進化する（キャンセル可）。
- イベント進化。ダクマを悪（または水）の塔最上階へ連れて行き、掛け軸を見せる演出後に進化が始まる（キャンセル不可）。なお、第九世代ではこの掛け軸は進化アイテム（たいせつなもの）となり、使う事で進化する。
- 特定の技を特定回数使う。例えばオドシシが「バリアーラッシュ」を早業で20回使うとアヤシシに、ハリーセン（ヒスイのすがた）が「どくばりセンボン」を力業で20回使うとハリーマンに進化する。
- 時間帯に加え、極めて限られた天気条件下でアイテムを使う。リングマに「ピートブロック」を使うとガチグマに進化するが、“満月の夜”でなければならない。

第九世代より採用
- 連れ歩き（レッツゴー）状態で特定歩数以上歩く。例えばアノクサをボールから出した状態で1000歩以上連れ歩き、レベルが上がるとアノホラグサに進化する。
- 戦闘中かつ手持ちに控えた状態でのレベルアップ。ワッカネズミは手持ちに控えている（戦闘に出さない）状態で分け与えられた経験値によりレベルが25以上になるとイッカネズミに進化する（キャンセル不可）。この種に限り進化演出がなく、ワッカネズミのまま100にまで達すると「ふしぎなアメ」を使っても進化できなくなってしまう。
- ワイヤレス通信中に他のプレイヤーが存在する状態でレベルアップ。ナミイルカは、ポケポータルで通信機能をONにし、他プレイヤーのユニオンサークルに参加した（または自分のユニオンサークルに他のプレイヤーを参加させた）状態でレベル38以上に達するとイルカマンに進化する。
- 特定の個体・アイテム所持・倒した回数。自分のキリキザンの攻撃によって、“「かしらのしるし」を持った他のキリキザン”を3回倒す（トドメを刺す）とドドゲザンに進化する。
- 特定アイテムを特定数所持した状態でレベルアップ。「コレクレーのコイン」を999枚所持した状態でコレクレーがレベルアップするとサーフゴーに進化し、コインは進化時に全て消費される。

「しんかのいし」による進化
「ほのおのいし」「みずのいし」など特殊な石を使うことにより進化する。例えば、ピカチュウからライチュウへの進化は「かみなりのいし」を必要とする。なお、『ピカチュウ』バージョンで主人公のパートナーとなるピカチュウは、アニメ版の「サトシのピカチュウ」が進化を拒否する描写を再現しており、「かみなりのいし」による進化を拒否する。該当する石を持ってさえいれば、ポケモンのレベルに関係なくいつでも進化させられる反面、上述の通りレベルで「わざ」をほとんど覚えられなくなってしまう。
通信進化
ポケモンの通信交換を行った際に進化する。例えば、ユンゲラーからフーディンの進化は通信進化である。
- 特定の道具を持たせた状態で交換したときのみ進化するポケモンもいる。例えばポリゴンは「アップグレード」を持った状態で交換されるとポリゴン2へと進化する。
- 特定のポケモン同士で交換した場合のみ進化する。互いのプレイヤーがチョボマキとカブルモを出し合って交換すると、チョボマキはアギルダーに、カブルモはシュバルゴに進化する。

分岐進化
一種のポケモンが異なる進化条件の下で複数のポケモンに進化するものがある。例えば先に述べたイーブイは「かみなりのいし」でサンダースに、「みずのいし」でシャワーズに進化するほか、なつき進化もするなど現時点で8つのバリエーションがある。そのほか、レベル進化と通信進化を併せ持つポケモンや、能力値によって異なった進化をするポケモン・性別によって進化形態が異なるポケモンもいる。
何に進化させるかはほとんどの場合プレイヤーが自由に選択できるが、ケムッソだけはカラサリスとマユルドのどちらに進化するかが個体ごとにランダムで決まっており、実際に進化させるまでどちらに進化するかわからない。
分裂
ツチニンのみが起こす特殊な進化形態である。ツチニンがテッカニンに進化する際に手持ちに空きがあり、なおかつ「モンスターボール」を少なくとも1個持っている場合に、空きの部分にヌケニンが1匹加わる。第三世代では、モンスターボールを持っていなくても手持ちに空きがあればよく、進化前のツチニンと同じボールに入ったヌケニンが入手できる。第四世代以降では、ヌケニンはモンスターボールに入っている。ドードーやモノズの様に進化する毎に頭が増えるなどの意味の分裂とは異なる。
メガシンカ
『X・Y』からできた新しい進化で、進化を超えた進化とされる。上記の進化とは異なり、バトル中のみ進化し、バトル終了後には元の姿に戻るため、どちらかと言えば後述のフォルムチェンジに近い。『X・Y』においてメガシンカはカロス地方のみで見られるとされているが、ポケットモンスター THE ORIGINではカントー地方内でメガシンカしている描写があり、同じくカントー地方を舞台とする『Let's Go! ピカチュウ・Let's Go! イーブイ』でもメガシンカが採用されている。
メガシンカには「メガストーン」という石をポケモンに持たせ、それと反応する「キーストーン」という石をトレーナーが装備する必要がある。ただし、『Let’s Go! ピカチュウ・Let’s Go! イーブイ』の場合、ポケモンに物を持たせることができないが、メガストーンを持たせる必要がなくなった。メガストーンにはいくつか種類があり、それぞれのメガストーンがいずれかポケモン1体とのセットになっており、メガストーンの名前にはどのポケモンとセットなのか分かるようにセットのポケモンの名前が入っている。例えば、「ルカリオナイト」というメガストーンがルカリオ専用であるなど。リザードンなどの様に、同一のポケモンに対してメガストーンが2種類存在する場合もある。ただしレックウザのみメガストーンを必要とせず、「ガリョウテンセイ」という技を覚えさせることでメガシンカする。類似のシステムとして、グラードン・カイオーガのみ使用可能な「ゲンシカイキ」というものがある。

### ポケモンのフォルムチェンジ
進化とは似て非なる物に、「フォルムチェンジ」がある。これは形質が何らかの要因で大きく変化するが、変化の要因が失われると元の姿に戻る、または新たな要因が加わると更に別の姿に変化するというもので、一時的な変化であり可逆の現象である。例えば、デオキシスは特殊な隕石の力で4種類の姿に変化する。また、これに類似するシステムとして、キュレムやネクロズマやバドレックスが使用可能な「融合・合体」、サトシのゲッコウガのみ使用可能で、特性「きずなへんげ」によって発生する「キズナ現象」がある。

### ポケモンのタマゴ
『金・銀』から追加された要素。オスとメスを同時に「そだてや」とよばれる施設に預け、しばらく冒険すると「タマゴ」が手に入り、やがてポケモンが孵る。オスとメスは後述のタマゴグループが同じならば別の種類のポケモンでも構わない。この場合、孵るのは原則としてメスと同じ種類の一番進化前のポケモンとなるが、片方がメタモンである場合はメタモンでない側となる。孵ったばかりのポケモンのレベルはすべて同じ（第二/第三世代はレベル5、第四世代以降ではレベル1）であり、預けたポケモンから「わざ」などを受け継ぐことができる（後述）。そのためタマゴからかえったポケモンは他のポケモンより戦略の幅が広がることが多い。
タマゴの見つかりやすさは、高い方から種類が同じで親が違う＞種類も親も同じか、種類も親も違う＞種類が異なり親が同じの順番。
なお、タマゴが決して見つからない組み合わせでなければいつかは必ずタマゴが見つかる。ポケモンを預けっぱなしにしてタマゴを複数手に入れることも可能。その場合、先述のタマゴの見つかりやすさに応じてタマゴが発見される。
すべてのポケモンのペアからタマゴが得られる訳ではなく、下記の「タマゴグループ」と呼ばれる分類が一致していなければならない。これは後述の「タイプ」とは別物であり、生物的な雰囲気の似ているポケモンが同じグループに属している。2つのグループを持つポケモンもおり、この場合は少なくとも一方が一致していれば良い。
タマゴグループ
- 植物（フシギダネ、ナゾノクサ、チコリータ、ヒマナッツなど。キモリなどの一部を除くほぼ全てのくさタイプ）
- 虫（バタフリー、ヘラクロス、スコルピ、ナックラーなど。むしタイプに限らず、昆虫を始めとする節足動物）
- 怪獣（クリムガン、ヨーギラス、ワニノコ、ココドラ、ナエトルなど。爬虫類型がやや多い。主に進化系が怪獣映画の怪獣の様な姿のポケモン）
- 鉱物（イシツブテ、オニゴーリ、ダンゴロ、メレシーなど。岩石を始めとする無機物が多い。樹木に似た外見のウソッキーも含まれる。ペルシアンやヤミラミなど、身体に宝石を含むだけのポケモンは含まれない例がある）
- 陸上（イーブイ、ピカチュウ、コラッタ、ニャース、ジグザグマ、ヤングースなど。陸生の哺乳類が多い）
- ドラゴン（ヒトカゲ、ミニリュウ、アーボ、キモリ、エリキテル、ジャラコなど。ドラゴンタイプ以外にも爬虫類も多い）
- 飛行（ポッポ、ズバット、スバメ、コロモリなど。鳥やコウモリのような姿の物が多い）
- 妖精（ピッピ、プリン、パチリス、ハネッコ　など。見た目が俗にファンシー系なものが多い。最近ではフェアリータイプに多いが、フェアリータイプでないピカチュウやラッキーなども該当）
- 水中1（ニョロモ、タッツー、マリル、ブイゼルなど。一般的な魚以外の水生脊椎動物が多い）
- 水中2（トサキント、コイキング、ハリーセンなど。海水や淡水を問わず魚類が多い）
- 水中3（メノクラゲ、シェルダー、オムナイトなど。魚以外の、海や川にすむ無脊椎動物が多い。サソリのポケモンスコルピも含まれる）
- 人型（ケーシィ、ワンリキー、バリヤード、サボネア、ヒコザル、ルカリオなど。手足や胴体を持ち尚且つ直立する、ヒトにある程度近い姿。かくとう・エスパータイプに多い。ラルトスやゴチムの様に含まれない例もある。）
- 不定形（ベトベター、ゴース、ムウマ、マグマッグ、ポワルン、ミミッキュなど。体が液体や気体や霊体になっているものが多く、どく・ゴーストタイプに多い）
- 性別不明（性別が存在せず、メタモンと預けることでのみタマゴが得られる。『ルビー・サファイア』発売から『ファイアレッド・リーフグリーン』の発売まではメタモンが入手できなかったため、『ルビー・サファイア』の攻略本ではこのグループに属するポケモンは、後述の未発見グループのポケモンと扱われていた。『ダイヤモンド・パール』以降ではそれぞれ「鉱物」「不定形」など他の分類に変更されている。ビリリダマ、ポリゴン、ヒトデマン、ヤジロン、ダンバル、ゴビットなど）
- メタモン（メタモンのみが持つタマゴグループ。上記いずれのグループのポケモンとペアを組んでも、性別を問わずタマゴが得られる。メタモン同士は不可。第二世代の一部書籍には「メタモン同士を預けるとメタモンのタマゴができる」と書かれているものがあるが、これは誤りである）
- 未発見（ニドリーナ、トゲピー、ミュウツー、セレビィなど。「ベイビィポケモン」をはじめとする繁殖能力がないポケモン、別世界のポケモンである「ウルトラビースト」「パラドックスポケモン」、そもそも入手自体が困難であることが前提となっている「伝説・幻のポケモン」などが該当する。その名の通り、どのポケモンと預けても（たとえ同種やメタモンであっても）タマゴを得られないが、代わりに『X・Y』以降、個体値が最低３つ最大値に設定される。『オメガルビー・アルファサファイア』以降はこの補正は主に伝説のポケモンにしかかからなくなった）

#### 新バージョンで進化前のポケモンが追加された場合
『ルビー・サファイア』以降で新たに追加された進化前のポケモンのタマゴを得るためには、預けるポケモン（オス・メスどちらでもよい）に特定のアイテムを持たせることが必要となる。第九世代ではこの仕様はなくなった。

### わざの継承
タマゴから孵るポケモンは、預けたポケモンのわざを条件次第で引き継ぐことができる。通常は先に述べた孵った時点でのレベルまでに覚えるわざを覚えた状態で孵るが、以下の条件を満たしていればそのわざを優先的に覚えた状態で生まれる。
- 預けたオス・メス共に覚えているわざで、孵るポケモンがレベルアップで覚えるわざ。
- 預けたオスが覚えているわざで、孵るポケモンがわざマシン・ひでんマシンで覚えることができるわざ（第六世代以降では引き継がない）。
- 預けたオスが覚えているわざで、孵るポケモンの「タマゴわざ」として定義されている、レベルアップやわざマシンで覚えられないわざ。「タマゴわざ」といえば、普通はこれを指す。なお、『X・Y』からはこの技をメスが覚えている場合も継承するようになった。

### 世界観上での設定
『金・銀』の冒頭で「今までポケモンがどこから生まれるのか謎だったが、『ポケモンのタマゴ』がついに発見された」という話が語られるが、直接の前作との間ですら矛盾が見られる。例としては『赤・緑』のポケモン図鑑内で、他のポケモンの卵を食べたり産卵のために川を上るポケモンについて触れられている。
哺乳類系や無機物系など、卵から産まれることに違和感のあるポケモンもいる。公式ガイドブックなどによると「『タマゴ』は必ずしも『卵』ではなく、保育器のようなもの」との設定が存在する。
設定ではポケモンが卵を産む瞬間は一切目撃されていないということになっており、「産んだ」証拠がない以上、タマゴはあくまでも「どこからかいつのまにか持ってくる」ものとされている。ゲーム内や（『金・銀』以降の）関連書籍でも決して「産む」という表記はされていないが、「親」「子」などの表現は使用されている。『X・Y』のヒヨクシティにいるおじさんが正確には、ポケモンのゆりかごと語っている。

## バトルシステム
ポケモン同士が戦うシステムである。ポケモントレーナー（ポケモンを扱う人。本シリーズの主人公もポケモントレーナーである。「トレーナー」と略される）は、ポケモンに対して指示を出す役割を担う。トレーナーは道具を使ってポケモンを援護することもできるが、あくまで補助的なものでありトレーナー自身が直接ポケモンに対して攻撃したり、逆にポケモンを使ってトレーナーを直接攻撃することはできない。ポケモン同士の戦いのみが許される。（だが、ポケモンレジェンズアルセウスのみ、野生のポケモンがトレーナーを攻撃することができる。）
バトルには野生ポケモンとのバトルと、ポケモントレーナー同士のバトルがある。野生ポケモンとのバトルは、歩いていると突然野生のポケモンが出現（エンカウント）して発生するバトルである。野生のポケモンが出現する場所は草むら・洞窟・海などの自然地だけで、通常町なかで出現することはない。ポケモントレーナー同士のバトルは、各地にいるポケモントレーナーに戦いを挑んだり挑まれることによって発生する。

### 基本的なシステム
トレーナーは6体までのポケモンを「手持ちポケモン」として所持できるが、バトルの時は原則として1体ずつのポケモンを繰り出すシングルバトルとなっている。だが、碧の仮面などでは2体ずつのポケモンを繰り出すダブルバトル、ブラック・ホワイトなどでは3体ずつのポケモンを繰り出すトリプルバトルなどが採用されている場合もある。バトルが始まるとトレーナーはターンごとに、1.「わざ」を1つ選ぶ、2.戦闘させるポケモンを入れ替える、3.道具を使用する、のいずれか1つを選択する。野生のポケモンとのバトルに限り、4.逃げる（バトル施設や通信対戦時は降参）という選択肢もある。なお、通信対戦では道具の使用はできない。例外は第五世代で、設定を有効にすることでミラクルシューターというアイテムを使うことができる。（ダブルバトル、トリプルバトルのときは一匹のポケモンにつき1つを選択することができる）　
マップ上に登場するトレーナー（NPC）の手持ち数はプレイヤーやストーリー進行度によって決まっており（6匹まで、2人以上の場合はチーム全員で計6匹まで）、チャンピオンなどの最終ボスは必ず6体となる。
互いのポケモンは技を繰り出し合い、どちらかのHPが0になるまで戦う。HPが0になるとポケモンは「ひんし」（瀕死）状態となり、戦闘不能となる。どちらかの手持ちのポケモン全員が「ひんし」状態になると、バトル終了となる。野生のポケモンは「ひんし」にさせる以外に捕獲することもできるが、これは捕獲の節で述べる。
「ひんし」状態になった時点で、そのポケモンは強制的にモンスターボールに戻され、「ひんし」状態でない手持ちポケモンがまだ存在する場合は新たなポケモンを繰り出さなければならない。トレーナー同士のバトルで負けたトレーナーは所持金の一部を賞金として支払わなければならない。その上、最後に利用したポケモンセンターに戻されてしまう。なお、野生のポケモンとのバトル時には逃げることもできるが、トレーナー同士のバトルの場合は一度戦いを挑んだり挑まれたりすると逃げることはできない。以上のように敗北時のペナルティはあるものの、バトルで負けることによってストーリー自体は中断されないので、いずれの作品もゲームオーバーの概念は極めて曖昧である。
GBA版以降は、先程も少しだけ触れたが以下に示す特殊なバトル形式が追加されている。通信対戦では、従来通りのシングルバトルかこれらの方式か選ぶことができる。アニメ版では現在の所、ローテーションバトルが行われたことはない。
ダブルバトル
『ルビー・サファイア』以降から追加。1人のトレーナーが同時に2体のポケモンを繰り出して対戦する。2体のポケモンのコンビネーションがより重要となり、シングルバトルよりも深い駆け引きが特徴。
マルチバトル
『ルビー・サファイア』以降から追加。2人がポケモンを1体ずつ出し合い、2人対2人で対戦する。
トリプルバトル
『ブラック・ホワイト』から『オメガルビー・アルファサファイア』までに登場。1人のトレーナーが同時に3体のポケモンを繰り出して対戦する。逆サイドのポケモンには技が当たらないのが特徴（ひこう技や波動の技を除く）。
ローテーションバトル
『ブラック・ホワイト』から『オメガルビー・アルファサファイア』までに登場。シングルバトルの形式で3体のポケモンをターン毎に位置を切り替えて対戦する。回転は1ターンとはみなされないため、相手の交代を読みつつ攻撃する駆け引きが特徴。
群れバトル
『X・Y』から『オメガルビー・アルファサファイア』までに登場。『X・Y』では1人のトレーナーが複数の野生ポケモンに対して1体のポケモンを繰り出して対戦する。『オメガルビー・アルファサファイア』ではストーリーの一部分で、悪の組織5人に対して1体のポケモンで同時に対戦する。
スカイバトル
『X・Y』のみに登場。ひこうタイプ、またはとくせい「ふゆう」を持つポケモンによる空中戦。ただし、ひこうタイプ、ふゆう特性を持つポケモンでもゲンガーやルチャブルのようにグラフィックで地面に足を付けているポケモンは参加できない。また、バトル中にメガシンカによってひこうタイプでなくなっても問題は無い。「じしん」などの一部の技は使用できない。
さかさバトル
『X・Y』以降から追加。後述のタイプ相性が逆転した状態で対戦する。このバトルに限り、「こうかがないみたいだ……」は存在しない。
乱入バトル
『サン・ムーン』『ウルトラサン・ウルトラムーン』に登場。野生ポケモンが他のポケモンを呼び出して対戦する。こちらのポケモンは一体のままでの対戦となる。
バトルロイヤル
『サン・ムーン』『ウルトラサン・ウルトラムーン』に登場。4人のトレーナーがポケモンを1体ずつ出し合い、1対1対1対1の対戦を行う。1人以上の手持ちポケモンがすべて倒れたターンで試合終了となり、倒したポケモンの数と残った手持ちポケモンの数で勝敗が決まる。他人が狙っている相手を先に倒すことでZ技も失敗させることができる。
マックスレイドバトル
『ソード・シールド』に登場。ダイマックスした野生ポケモンを相手に4人のトレーナーがポケモンを1体ずつ繰り出し、4対1の対戦を行う。野生のダイマックスポケモンは技を連続で繰り出してきたり、ダメージ以外無効且つダメージ軽減効果のあるバリアを張ったり、ステータス変化をかき消すことがある。10ターンの制限時間が存在し、4回の瀕死で強制敗北となる。
テラレイドバトル
『スカーレット・バイオレット』に登場。大幅にHPが増加している野生のテラスタルポケモンを相手に4人で戦う。マックスレイドバトルとは異なり、制限時間付きだがターン制限のないリアルタイムバトルとなっている。全体攻撃は味方には当たらない他、ポケモンが倒れると残り時間が減る。難易度が上がるとバリアやステータスリセットなども登場する。

### 捕獲
野生ポケモン、あるいはゲーム中の特定のイベントなどで対峙するポケモンとのバトルでは、そのポケモンを「モンスターボール」などの捕獲道具で捕獲することができる。バトル中にモンスターボールなどの道具を投げつけるとポケモンを捕獲できる可能性があるが、ポケモンのHPが多く残っているなど元気なうちは捕獲成功率は低い。「わざ」を使って相手を弱らせたり、何らかの状態異常にしたりすれば捕獲成功率は上昇するが、HPを0にしてしまうと上述の通りバトルが終了してしまう。アニメではポケモン同士のバトルだけでなく、人間自らがポケモン相手に戦い隙を突いたり弱らせる等して捕獲する描写が何度かあるが、ゲームでは『赤・緑・青・ピカチュウ』等のサファリゾーンを除いて不可能である。また、他人から直接譲り受けてそのまま自分のポケモンになる描写はアニメ・ゲーム共に何度かある。
基本的に他のトレーナーが所有するポケモンを捕獲して奪うことはできないが、ポケモンコロシアムとポケモンXDにおいて、悪の組織に改造されたポケモンを奪い返すという名目においてのみ許される（この行為は「スナッチ」と呼ばれる）。『コロシアム』では通常のポケモンをスナッチしようとすると作中のヒロインに止められてしまい、『XD』では主人公の持つ機械が作動しない為、いずれもスナッチできない。アニメ版ではトレーナーが所有するポケモンに別のトレーナーがモンスターボールを当てても、そのポケモンには反応しないといった描写がある。
なお、同一世代でも、その世代の一方のバージョンのみに出現する野生ポケモンが存在し、図鑑の完成には対になるバージョンの通信交換を要するものもある。
その他、入手方法がアニメ映画の前売り券などの特典や懸賞などでの期間限定の配布に限られるなど、通常のプレイ進行では捕獲不可能なポケモンが存在し、これらは「幻のポケモン」と呼ばれ、並外れて高いステータスを有するものがほとんどである。特に過去に配布でのみ入手できたポケモンは、現時点では一部を除き入手できる手段が存在しない。また、通常のプレイ進行で捕獲できるポケモンでも、イベントなどで配布されるものについては、通常の方法では覚えられない技を所持しているものがある。

### ポケモンの技
1体のポケモンは、「わざ」（以下「技」と表記）を4つまで覚えることができる。技には相手を攻撃するもの（攻撃技）、自分や相手の能力を変化させるもの、相手を状態異常にするもの、場の天候や状態を変化させるもの、自分のHPを回復するものなどがある。攻撃技以外の技は「へんかわざ」と分類されている。
技以外の攻撃方法、いわゆる「全ての攻撃技の基本となる通常攻撃」は本編では基本的に存在しない。例外として『ハートゴールド・ソウルシルバー』における「ポケウォーカー」内での戦闘で「こうげき」・「かわす」という技以外の攻撃や防御が行われる。
技はポケモンごとに指定された特定のレベルに達した時に覚えるほか、「わざマシン」「ひでんマシン」「わざレコード」といったアイテムで覚えさせたり、ポケモンが主人公になついている状態で各地にいる特定の人物から教えてもらうことができる。技を4つ覚えた状態で新たな技を覚えさせる場合、覚えている4つの技のうちのどれかを忘れさせる必要がある。このとき、「ひでんわざ」は忘れさせることができないので、予め特定の人物に忘れさせてもらわなければならない。忘れさせた技のうち、レベルアップで覚えた技は、「わざおしえマニア」や「マダムメモリアル（サン・ムーン）」という人物に思い出させてもらうことができる。また、「マダムメモリアル」に限り習得条件を満たしていない技を教えてもらうこともできる。また、一部の技進化のポケモンは技思い出しを使用しないと進化できないことがある。
技には個別に以下のパラメータが設定されている。
いりょく（威力）
攻撃技の強さを表す数値で、大きいほど相手に与えるダメージが大きくなる。「ソニックブーム」「ちきゅうなげ」「りゅうのいかり」などの固定ダメージを与える技や、「けたぐり」「ジャイロボール」などのステータスによって威力が変化する技、攻撃ではなく味方の補助や相手の妨害の効果だけの「へんかわざ」には「いりょく」が設定されていない。
めいちゅう（命中）
技の命中（成功）のしやすさをパーセンテージで表した数値で、30から100までの数値が設定され、大きいほど技が相手に命中（成功）しやすくなる。
命中率100でも攻撃側のポケモンの「めいちゅうりつ」が下がっていたり、防御側のポケモンの「かいひりつ」が上がっていたりする場合などには命中しない場合がある。ただし、特性「ノーガード」のポケモンがいる場合や、「命中」が「 ― 」となっている技を使用した場合は原則必ず命中（成功）する。また、Zワザやダイマックスわざは必ず命中するだけでなく、相手の「まもる」を貫通する。また、一撃必殺技（ハサミギロチンなど）は命中率や回避率に関わらず常に30%となる。
PP（パワーポイント）
それぞれの技に設定された技を繰り出せる回数。技を1回使用するたびに1つ消費し、残りPPが0になるとその技は使用できなくなる。技の失敗や仕様などで効果がなかった場合も消費するが、以下の場合は技が使用（発動）されないため消費しない。
- 1.「こんらん」状態で自分を攻撃した場合
- 2.「メロメロ」「まひ」状態で動けなかった場合
- 3.相手にひるまされた場合（後攻のみ）
- 4.「ねむり」「こおり」状態から回復しなかった場合

すべての技のPPが0になったり使用できるわざ全てを「かなしばり」や「いちゃもん」で使えなくされた場合など、どの技も出すことができない状態になった場合、「わるあがき」という技を繰り出し、自分も反動ダメージを受ける。ノーマルタイプだが防御側がゴーストタイプでも当たる。与えたダメージより反動ダメージの方が大きい場合もある。
初期PPは最も多いものでは40、最少は「スケッチ」と「さいきのいのり」の1。
『ポケットモンスター ファイアレッド・リーフグリーン』以降のゲームシリーズは、PPの残りが最大値の1/2になると黄色、1/4でオレンジに変わり、PPが0になると赤で表示する。
多くの場合威力が大きい攻撃技や1回の戦闘で何度も使用するわけではない技はPPが少なく、威力が小さい攻撃技やステータスを変化させる変化技はPPが多い傾向にある。
戦闘を終了させても回復することはなく、ポケモンセンターに行くかアイテムでPPを回復させる方法以外は存在しない。PPを回復させるアイテムはショップには売っておらず入手は困難である。一方「ヒメリのみ」という木の実は1つの技PPを10回復するだけだが、比較的容易に入手できる。
技は「ぶつり」「とくしゅ」「へんか」（第四世代以降）の3つに分類されるほか、「フライングプレス」を除いて1つのタイプ（ポケモンのタイプと共通）を持つ。さらに、特殊な効果や使用条件がある技も多く、「とびひざげり」などのように失敗するとペナルティがあるもの、「イカサマ」「ボディプレス」「サイコショック」など、ダメージの計算が特殊なものも存在する。
本項は「わざ」の仕様が述べられているが、技の性質はポケモンや周囲の状況で大きく変わってくる。
- 「のろい」の効果はゴーストタイプとそれ以外のタイプとで異なる[注 21]。
- 「そらをとぶ」「あなをほる」「ダイビング」などで姿を消している間は大半の技が命中しなくなるが、それぞれ「ぼうふう」「じしん」「なみのり」などは命中し、その際ダメージが2倍になるものもある。
- 特性「しめりけ」のポケモンがいると、特性「ゆうばく」が発動しなくなり、技「じばく」「だいばくはつ」は使えなくなる。
- 「シャドーダイブ」「ゴーストダイブ」は、「まもる」や「みきり」を突破する。また技が終了するまでの間は、いかなる技も受けない。
- 「ひみつのちから」の追加効果と「しぜんのちから」のタイプは、バトル時の地形により異なる。

他にも様々なポケモン・タイプ・効果が複雑に絡みあっており、ゲームのみならずアニメ・漫画のバトルにおいても奥深い組み合わせと戦い方を生み出している。そのため、アニメ・漫画でのバトル描画はゲーム本来の設定と異なる場合が多々ある。

### ポケモンのタイプ
すべてのポケモンには、その性質を表す「タイプ」が設定されており、これは他のRPGにおける「属性」に相当。第三世代でイメージカラーが設定された。
タイプは全18種類で、ポケモンの種類によって1つまたは2つを持つ。例えばピカチュウはでんきタイプ、ギャラドスはみず・ひこうタイプとなっている。前述のようにポケモンが覚える各種の技にもそれぞれ1種類のタイプが設定されており、ポケモンは自身のタイプと同じタイプの技を多く覚える傾向にある。例えば、ピカチュウなら「でんじは」「10まんボルト」「エレキボール」といったでんきタイプの技を中心に覚える。
各技のタイプと技を受けるポケモンのタイプには相性が存在し、組み合わせによっては効果が大きくなったり逆に効果を失う。でんきタイプの技を例に挙げると、みずタイプとひこうタイプのポケモンには大きな効果を上げるが、くさタイプやでんきタイプのポケモンにはあまり効果的でなく、じめんタイプのポケモンには一切通用しない。ただし、「みらいよち」や「わるあがき」など一部の技は、相手のタイプに影響を受けずにダメージを与える性質を持っている。また、本来は効果がなかったり薄いタイプに対する攻撃を有効にする技や特性「きもったま」やアイテムもある。最近では、自他ともにタイプを変更・追加する技（「テクスチャー」「ほごしょく」「みずびたし」など）や特性（「へんしょく」や「へんげんじざい」）も増えた。あるタイプや効果抜群の技を受けても無力化・軽減する特性（「ふゆう」や「あついしぼう」など）に対し、その効果を無視する特性（「かたやぶり」など）もある。
各タイプの詳細を以下に記す。
ノーマル
□イメージカラーは白。
シンプルな姿をしたポケモンが多く、すべての基本となるタイプ。イヌ・ネコ・ネズミなど、小型・中型哺乳類の姿をしたものが多い。また、ほとんどの鳥ポケモンはこのタイプが複合されている。ノーマル以外にも様々なタイプの技を覚えるポケモンが多いのも特徴で、初心者にも扱いやすい。技は「たいあたり」「でんこうせっか」「のしかかり」「すてみタックル」など物理攻撃が比較的多いが、「トライアタック」「ハイパーボイス」「はかいこうせん」などのように音波やエネルギー体などをぶつける技も少数ある。得意なタイプや耐性は存在しないが、弱点はかくとうタイプのみ、ゴーストタイプのポケモンとはお互いのタイプ一致技が無効になる。専門とする四天王がいない。
タイプZワザは「ウルトラダッシュアタック」。猛烈なダッシュで相手に突っ込み、激しく踏みつける。
タイプダイマックスわざは「ダイアタック」。追加効果として、相手全体のすばやさを1段階下げる。
最も威力が高い技は、第二世代以降の「だいばくはつ」で250である。これはすべてのタイプの技でも最高威力であるが、使用したポケモンは必ず「ひんし」になる。「ウルトラダッシュアタック」でこの技を指定した場合は「ひんし」にならないが、威力は200になる。
ほのお
■イメージカラーは赤。
炎や熱を纏い、それを駆使するポケモン。キツネ・サル・トカゲなど、陸生動物の姿をしたポケモンが多い。暖色系の体色のものが多く、火山に生息するものも多い。中には体表が溶岩のように熱かったり、体自体が溶岩でできているものもいる。灼熱の炎を出して戦うものが多く、その炎を体に纏った状態で打撃を与える技もある。また、ドラゴンタイプのポケモンもほのおタイプの技を多く覚える。攻撃後に自分のほのおタイプを消すことができる技「もえつきる」を覚えるものも少数いるが、この技は自分がほのおタイプでなければ成功しない。得意タイプがくさタイプやはがねタイプ、耐性タイプがはがねタイプに次いで多い。
タイプZワザは「ダイナミックフルフレイム」。巨大な火球を相手目掛けて飛ばし、凄まじい爆発に巻き込む。
タイプダイマックスわざは「ダイバーン」。追加効果として、天候を「ひざしがつよい」にする。
御三家の特性は「もうか」、最終進化系は「ブラストバーン」、全進化系統が「ほのおのちかい」を覚える。
「やけど」状態にならない。相性的にこおりタイプには強いが、「こおり」状態にはなる。
みず
■イメージカラーは青。
海・川・池・沼・湖など、水がある場所に多く生息しているポケモン。生息域は淡水と海水で大きく分かれる。海水域ではクジラやアザラシなどの大型水棲哺乳類、魚に至ってはサメやエイ、タツノオトシゴなど特徴的なものまで、他にも貝やカニ、ヒトデやクラゲなど、全体的に様々な魚介類の姿をしたものが多い。淡水域でも金魚、カエル、ザリガニ、ナマズなど多種多様。主に水中戦が得意で、大量の水を噴出したり、大波や激流を起こして押し流したり巻き込む技も多い。
タイプZワザは「スーパーアクアトルネード」。相手を水中に引きずり込み、巨大な渦潮に巻き込んで激しく振り回す。
タイプダイマックスわざは「ダイストリーム」。追加効果として、天候を「あめ」にする。
御三家の特性は「げきりゅう」、最終進化系は「ハイドロカノン」、全進化系統が「みずのちかい」を覚える。
くさ
■イメージカラーは緑。
樹木や草花など、森林や大自然に関係したポケモン。緑を基調とした体色が多い。植物の姿をしたものから、ある動物の体から草木を生やした様な姿まで様々。森や草原だけでなく、一部では湿地帯や乾燥地帯に生息するものもいる。ツルをムチのように叩きつけたり、葉っぱで刀や手裏剣のように斬りつけたり、種を飛ばして狙い撃つなど独特な戦い方をする。相手から体力を奪って回復する技も豊富。いわタイプと並んで弱点は最多。ノーマルタイプ同様、専門とする四天王がいない。
タイプZワザは「ブルームシャインエクストラ」。辺り一面に花畑が出現し、植物のエネルギーを相手の足元から放出する。そのときの衝撃波が、開花する巨大な花のように見える。
タイプダイマックスわざは「ダイソウゲン」。追加効果として、グラスフィールドを展開する。
御三家の特性は「しんりょく」、最終進化系は「ハードプラント」、全進化系統が「くさのちかい」を覚える。
第六世代以降は技「キノコのほうし」「ねむりごな」などの粉末技と「やどりぎのタネ」が効かず、特性「ほうし」が通用しない。
でんき
■イメージカラーは黄色。
雷など電気に関わるものを操るポケモン。アニメの主人公・サトシのパートナーであるピカチュウもこのタイプである。黄色い体色のものが多いが、中には機械的な姿をしたものもいる。草むらや洞窟だけでなく、市街地や電力供給施設などにも多く生息。主に高圧電流を浴びせる攻撃技が多いが、ほのおタイプ同様に体に電気を纏って打撃を与える技、他のポケモンの技を一時強制的にでんきタイプにするなど風変わりな技もある。弱点はじめんタイプのみで、特性「ふゆう」や技「でんじふゆう」などと組み合わさると、初期段階における弱点は完全になくなる。専門とするジムリーダーが多く登場しているため、専門とする四天王がいない。
タイプZワザは「スパーキングギガボルト」。膨大な高圧電流の束を相手目掛けて飛ばし、無数の稲光が花火のように炸裂する。
タイプダイマックスわざは「ダイサンダー」。追加効果として、エレキフィールドを展開する。
第六世代以降は「まひ」状態にならない。第七世代以降はでんきタイプ以外のポケモンが技「でんじは」を使用すると、命中率が少し下がるようになった。
こおり
■イメージカラーはアイスブルー。
冷気や氷、雪を操るポケモン。青白い体色のものが多く、ほとんどは豪雪地帯など寒い場所に生息。寒さに丈夫な体や、雪や氷に覆われた体を持つなど特徴も様々。冬になると稀に人前に姿を見せるものもいる。凄まじい冷気で相手を瞬時に氷漬けにしたり、大量の雪を吹きつけたり氷の塊をぶつけるなどの技が多い。耐性はこおりタイプのみ。さらには、ほのおタイプと並んで得意タイプがじめんタイプやかくとうタイプ、弱点がくさタイプやいわタイプに次いで多い。
タイプZワザは「レイジングジオフリーズ」。自分の足元に氷の柱が足場のように高く伸び、その上から相手目掛けて冷気を当てる。冷気で氷漬けになった相手は、氷もろとも粉砕される。
タイプダイマックスわざは「ダイアイス」。追加効果として、天候を「あられ」にする。
「あられ」のダメージを受けず、「こおり」状態にならない。第七世代以降は一撃必殺技の「ぜったいれいど」を受けず、こおりタイプ以外のポケモンが「ぜったいれいど」を使用すると、命中率が少し下がるようになった。
かくとう
■イメージカラーは橙色。
人に似た姿や筋肉質ポケモンが多く、プロレス・ボクシング・相撲・空手・柔道など、多種多様な格闘技を各々極めるのが大半。中には、専ら相手や手段を選ばず喧嘩や闘争を好むものもいる。「からてチョップ」「つっぱり」「スカイアッパー」「ローキック」「とびひざげり」など、格闘技主体の物理攻撃が多い。少数ではあるが、身体の奥底から湧き出る気合いや波動などのエネルギーをぶつける技もある。得意とするタイプが最多である。ノーマルタイプの唯一の弱点だが、ゴーストタイプには攻撃技が効かず、むしタイプが相手だとお互いのタイプの攻撃技の効果がいまひとつになる。専門とするジムリーダーか四天王が必ず登場。（SVには出てこない）
タイプZワザは「全力無双激烈拳（ぜんりょくむそうげきれつけん）」。一瞬の反撃も許さぬ連続打撃で相手をねじ伏せ、突っ込みながら強烈な止めの一撃で岩盤に叩きつける。
タイプダイマックスわざは「ダイナックル」。威力は低めだが、追加効果として味方全体のこうげきを1段階上げる。
どく
■イメージカラーは赤紫。
毒物や有害物質を持ち、それを駆使する。自然由来の有毒生物のみならず、ゴミやヘドロなどといった有害廃棄物や、それから発生した有毒ガスから生まれたポケモンもいる。酸やヘドロなどの毒液を浴びせたりガスを吹きつけたり、毒が染み出る針や触手などで突くなどの技が多い。第五世代まではくさタイプのみに有効だったが、第六世代以降はフェアリータイプにも有効。初期ではむしタイプにも有効だったことがある。また、あくタイプと組み合わさると弱点はじめんタイプのみに、特性「ふゆう」と組み合わさると弱点はエスパータイプのみになる。悪の組織が使用することが多い。
タイプZワザは「アシッドポイズンデリート」。辺り一面を毒ガスやヘドロで覆い尽くし、相手は瞬く間にヘドロの海に飲み込まれる。
タイプダイマックスわざは「ダイアシッド」。他より威力は低めだが、追加効果として味方全体のとくこうを1段階上げる。
「どく」状態にならない。第六世代以降は技「どくどく」が必中になり、「あなをほる」や「そらをとぶ」などの技を使用している時でも命中する。先に相手から自陣に撒かれた「どくびし」を、後から交代で出して踏むことで消滅・無力化できる。毒にまつわるあらゆる面で有利。
じめん
■イメージカラーは黄土色。
砂・土・泥など、大地に関係するポケモン。荒れ地や山岳地帯、砂漠に住むものも多い。泥をかけたり地面を揺らして衝撃を与えるなどの技が多い。でんきタイプの攻撃技を受けず、技「でんじは」も通用しないが、「のしかかり」「はっけい」「りゅうのいぶき」「トライアタック」などの追加効果や、「しびれごな」「へびにらみ」などは通用する。相手の特性「ほうし」の効果を受けたり、団体戦でじめんタイプを持たない味方が「キョダイカンデン」や「キョダイバンライ」を受けてその追加効果で麻痺にもなる他、特性「せいでんき」の効果も効く。得意タイプがかくとうタイプと並んで最多。
タイプZワザは「ライジングランドオーバー」。相手を地底の深奥部まで押し込み、地殻にまで達すると相手は地底エネルギーの噴出に巻き込まれ、遥か上方に飛ばされる。
タイプダイマックスわざは「ダイアース」。追加効果として、味方全体のとくぼうを1段階上げる。
天気「すなあらし」状態でダメージを受けない。
ひこう
■イメージカラーはスカイブルー。
鳥やコウモリ、羽が生えた虫や竜など空を飛べるポケモン。ほとんどが空中戦を得意とする。翼やくちばしなどの打撃や、強風を巻き起こして吹き飛ばしたり、風を圧縮させて斬りつけるなどの技が多い。鳥ポケモンのほとんどはノーマルタイプとの複合が多い（複合していないポケモンが第五世代で初登場）。じめんタイプの攻撃技が当たらないが、「はねやすめ」を使用したターンの間や「うちおとす」を食らった以降、「じゅうりょく」影響下などではじめん技が当たってしまう。有効なタイプと弱点とするタイプの数が同じだが、前述の通り別タイプとの複合が多いため、この場合は有効・弱点タイプの比率は複合タイプによって増減する。技「まきびし」「どくびし」「ネバネバネット」や特性「ありじごく」を受けないが、同時に「グラスフィールド」などのフィールド効果の恩恵を得られない。特性「ふゆう」のポケモンも、このタイプと同じ効果を持つ。
タイプZワザは「ファイナルダイブクラッシュ」。目にも留まらぬ速さで空高く舞い上がり、風を裂きながら相手目掛けて一気に急降下。突っ込む衝撃で周囲の地面ごと相手を粉砕する。
タイプダイマックスわざは「ダイジェット」。追加効果として、味方全体のすばやさを1段階上げる。
エスパー
■イメージカラーはマゼンタ。
超能力を使用するポケモン。相手の考えを読んだり心を操るなど、摩訶不思議な習性や特技を持つものが多い。技も、念力や神通力による攻撃、催眠術や瞬間移動などの奇術、周囲の空間を歪めたり互いの能力変化や特性を入れ替えるなど、多種多様な技をこなす。かくとうタイプ同様に人の姿をしたものも多く、専門とするジムリーダーか四天王が必ず登場。
第一世代では弱点や有効な技が少なかったために猛威を振るう存在だったが、第2世代でむし・ゴーストタイプの強力な技やあく・はがねタイプの登場によって弱体化を余儀なくされた。
タイプZワザは「マキシマムサイブレイカー」。異次元空間の中で相手を念力で弾き飛ばしながら、見えない壁のようなものに次々とぶつけ、止めに空間の壁ごと相手を粉砕する。
タイプダイマックスわざは「ダイサイコ」。追加効果として、サイコフィールドを展開する。
むし
■イメージカラーは黄緑。
各種虫系のポケモン。チョウ・カブトムシ・カマキリ・トンボ・ホタルなど代表的な昆虫の他、ガ・クモ・ハチ・ムカデなどの姿のものもいる。ほとんどは森に生息し、どくタイプやひこうタイプとの複合が多い。「いとをはく」「むしくい」「むしのさざめき」「ほたるび」など、虫らしい特徴的な技も多い。サソリやアリジゴクなど、例外的にむしタイプではないものもいる。他のタイプより進化のスピードが早いものが多く、一番早いものでレベル10で最終形態に進化するポケモンがいる。ひこうタイプ同様、有効なタイプと弱点とするタイプの数が同じ。
タイプZワザは「絶対捕食回転斬（ぜったいほしょくかいてんざん）」。大量の糸で相手を繭のように巻きつけ、糸が長く伸びたままそれを振り回し、空中に放り投げた相手を繭ごと斬り裂く。
タイプダイマックスわざは「ダイワーム」。追加効果として、相手全体のとくこうを1段階下げる。
いわ
■イメージカラーはカーキ色。
岩石をモチーフとしており、洞窟や山岳地帯に多く生息する。ほとんどはゴツゴツとした外見で強大な防御力を誇るが、雨の日は洞窟などで大人しくするものが多い。中には、化石を復元することで復活する古代大昔のポケモンや宝石のような姿など、珍しい鉱物の特徴を持つものもいる。樹木に擬態するものもいる。無数の岩石を投げつけたり、頭上から落とす技が多い。ほのおタイプやこおりタイプ同様、得意タイプの多さはかくとうタイプやじめんタイプに次ぐ。くさタイプと並んで弱点が最多。
タイプZワザは「ワールズエンドフォール」。無数の岩を集めることで巨大な岩の塊を作り上げ、その塊を相手の頭上から一気に落として相手を潰す。
タイプダイマックスわざは「ダイロック」。追加効果として、天候を「すなあらし」にする。
天気「すなあらし」状態でダメージを受けない。第四世代以降は、「すなあらし」状態でとくぼうが1.5倍になる。
ゴースト
■イメージカラーは紫。
幽霊などのお化けや実体のないもの、姿が透明になったり自分の気配を消せるもの、壁などをすり抜けられるもの、影に忍び込んだり霊界を往来できるもの、得体の知れないエネルギーで活動するものなど、神出鬼没なポケモンである。呪いや怨みなど負の感情をエネルギーとするものも多い。主に墓地・洞窟・廃墟、稀に夜間の屋外など、暗くて寂れた場所に生息する。手段は様々だが、生死に関わる危害を及ぼすといった内容の都市伝説も多数存在する。すり抜けて触れない霊体だけでなく、ぬいぐるみやカボチャや蝋燭などに魂が宿ったもや、前世が人間だったものも希にいる。また最近では、生きてはいるものの影や鬼火を自在に操ったり、死んだ仲間の魂を体に纏わせる種類もいる。幻覚を利用して怖がらせたり、影を実体化させてぶつける技が多い。ノーマルタイプとかくとうタイプの攻撃技を受けない。ノーマルタイプのポケモンが相手だと、互いのタイプ一致技が無効になる。あくタイプと複合すると、弱点がフェアリータイプのみとなる。かくとうタイプ同様、四天王が使用することが多い。
専用技以外で威力100を超える技は第八世代「鎧の孤島」まで登場しなかった。
タイプZワザは「無限暗夜への誘い（むげんあんやへのいざない）」。周囲に真っ暗な荒野が出現し、腕のように長く伸びた無数の影が相手を瞬く間に覆い尽くし、そのまま影の塊が膨らみ爆発に巻き込む。
タイプダイマックスわざは「ダイホロウ」。追加効果として、相手全体のぼうぎょを1段階下げる。
技「クモのす」「とおせんぼう」「くろいまなざし」や特性「かげふみ」などが効かないため、必ず交代や逃走が可能。
ドラゴン
■イメージカラーは暗めのブルー。
翼や手足の有無を問わず、長い尾を持つ竜の姿をしたポケモンが多い。迂闊に立ち入れないような険しい山や洞窟などに生息するものが多く、滅多に人前に姿を見せないために心を通わせるのも難しいとされ、神聖な生き物と崇める人もいる。賢さや気高さ、力強さを併せ持つものが多いが、端から怒りっぽいが食べ物を与えると人懐っこくなったり、一度怒らせると手が付けられないが普段はとても優しいなど、種類だけでなく内面的な個性も様々。全体的に豪快な攻撃技が多い。ひこうタイプとの複合が比較的多い。他のタイプより進化のスピードが遅く、最も遅いものではレベル64で進化するポケモンがいる。かくとうタイプやゴーストタイプ同様、四天王やチャンピオンが使用することが多い。
タイプZワザは「アルティメットドラゴンバーン」。放ったエネルギーが自我を持つ竜のように飛び回り、相手目掛けて飛び込むと同時に強烈な爆発に巻き込む。
タイプダイマックスわざは「ダイドラグーン」。追加効果として、相手全体のこうげきを1段階下げる。
第一世代は技が「りゅうのいかり」のみで、第二世代まではポケモンや技が非常に少なかったが、第三世代以降は双方とも飛躍的に増加した。全体的にステータスの高いポケモンが多く、第四世代と第五世代のパッケージを飾る伝説のポケモンはすべてドラゴンタイプを持つ。
第四世代から登場した教え技「りゅうせいぐん」はドラゴンタイプの特殊技で最も威力が高く、なつき度がとても高いドラゴンタイプであればどのポケモンでも習得可能であるが、使用後に特殊攻撃力が2段階下がってしまう。また、ドラゴンタイプの物理技で最も威力が高いのは「げきりん」であるが、こちらは終了後に混乱してしまう。
第五世代までは弱点がこおりタイプとドラゴンタイプのみで、ドラゴンタイプの攻撃技が半減となるタイプもはがねタイプのみだった。第六世代に登場したフェアリータイプにドラゴンタイプの攻撃技は効かず、弱点も増えた。
あく
■イメージカラーは黒。『金・銀』から登場。
闇や破壊に関係する、粗暴・冷徹・邪悪・野性的なポケモン。本能のままに容赦なく痛めつけるだけでなく、相手の行動を妨害するなどといったクセのある技も得意とする。一部、災いや不幸を招くという理由で人々から忌み嫌われるポケモンもいるが、実際は根拠のない迷信が広まったことが発端であるため、端から性悪ではないポケモンもいる。四天王が専門とすることが多いが、四天王以外で専門とするエキスパートはしまキングが『サン・ムーン』、ジムリーダーが『ソード・シールド』で登場するまで長きに渡っていなかった。また、どくタイプ同様に悪の組織団員やそのボスが使用することが多い。前述の通り、どくタイプと複合するとじめんタイプのみ、ゴーストタイプと複合するとフェアリータイプのみが弱点となる。専用技以外で威力100以上の技がない現状唯一のタイプ。
エスパータイプの攻撃技を受けず、相手が特性「いたずらごころ」で先に出した変化技も受けない。
タイプZワザは「ブラックホールイクリプス」。暗黒のエネルギーを生み出し、そのエネルギーは相手を含む周囲のすべてを吸い込み、爆発と同時に吸い込んだすべてを吐き出す。
タイプダイマックスわざは「ダイアーク」。追加効果として、相手全体のとくぼうを1段階下げる。
はがね
■イメージカラーは銀。『金・銀』から登場。
鋼鉄など、機械や金属に関係している。重くて体が丈夫ないわタイプと似た特徴を持つ種類が多いが、中には滑らかな曲線的な姿や、刃物のように鋭利な体を持つものもいる。鉄ではなく青銅やジュラルミンに身を包むものもいる他、詳しい金属成分が不明なものも稀にいる。金属の体、または体の一部を金属のように硬化させてぶつかる、殴る、斬りつけるなどの物理攻撃技が多いが、金属の体を研磨するなどして光を発射する技もある。耐性は最多だが、第六世代以降はゴーストタイプとあくタイプの攻撃技に対する耐性がなくなった。
タイプZワザは「超絶螺旋連撃（ちょうぜつらせんれんげき）」。ドリルのように回転し、大地をえぐりながら相手に突っ込み、止めに真上から相手を回転しながら押し潰す。
タイプダイマックスわざは「ダイスチル」。追加効果として、味方全体のぼうぎょを1段階上げる。
どくタイプの攻撃技を受けず、「どく」状態にならない。また、じめんタイプやいわタイプ同様に「すなあらし」のダメージも受けない。特性「じりょく」を持つポケモンを相手にすると、交代・逃走ができなくなる。
フェアリー
■イメージカラーはピンク。『X・Y』から登場。
妖精や精霊などをモチーフとしたファンタジー色の強いタイプで、伝説のポケモンも数多く存在するが、ほとんどの生息地は草むら、森、洞窟、市街地と比較的ありふれた場所が多い。
可愛らしかったり美しい外見のポケモンが多く、力任せや粗暴な印象を持つタイプのかくとう・あく・ドラゴンのポケモンに有効で、ドラゴンタイプの技を受けない。妖精の綺麗で柔らかい印象とは逆の汚くて硬い印象、そして人工物質の特色を持つどく・はがねタイプが弱点。神秘的な光やエネルギーによる攻撃技が多く、ほぼすべての攻撃技が特殊技となっている。ノーマル・くさ・でんきタイプ同様、専門とする四天王がいない。
タイプZワザは「ラブリースターインパクト」。神秘的な空間が広がる中を、無邪気に飛び回りながら相手に接近。真正面からのキスによる衝撃で相手は遥か彼方に飛ばされる。
タイプダイマックスわざは「ダイフェアリー」。追加効果として、ミストフィールドを展開する。
第八世代「鎧の孤島」にて「ミストバースト」が登場するまで、専用技以外で威力100以上の技ならびに教え技が存在しなかった。
威力が設定されている攻撃用の技の場合、その技のタイプとそれを出すポケモンのタイプが同じ場合、技のダメージは通常の1.5倍になる。また、特性「てきおうりょく」のポケモンは技のタイプと自分のタイプが同じ場合は無条件で2倍（1タイプ対象の効果抜群に相当）になる（効果がない場合は例外）。
ダメージを与えない技（第四世代以降では「へんかわざ」に分類される）については、原則としてタイプの影響を受けない。例えばゴーストタイプの技「あやしいひかり」は、ノーマルタイプやエスパータイプにも等しく有効である。しかし、相手を状態異常にする技では無効タイプには効果がない場合もある。
ジムリーダーや四天王の所有するポケモンは多くの場合、特定の1つのタイプを持つものに偏っている。通常トレーナーでも偏ったタイプを使用する系統が存在する。
相手の属性と相性を知っていれば攻略が容易になるため、ポケモンマスターへの登竜門としては適しているが、イメージが主体で純粋なタイプ特化ではないケースも多い。作品上、その属性のポケモンの種類が少ないという関係もある。特に第一世代はこの傾向が顕著であり、キクコやワタルがその例である。また、『ダイヤモンド・パール』のデンジはでんきタイプ、オーバはほのおタイプを専門としているにも関わらず、でんきタイプやほのおタイプが少なかったため、デンジは「チャージビーム」を覚えたオクタン、オーバは「ほのおのキバ」を覚えたハガネールなど、専門でないタイプのポケモンを出す例があった。後に『プラチナ』では、クリア前に野生で出現する種類及び図鑑ページを増やすなどの変更がなされ、パーティのタイプが統一された。
左が攻撃側、上が防御側（各ポケモンの持つ特性や場の状況などによる効果は考慮していない）。
|                    |        | 攻撃を受けるポケモンのタイプ |        |      |        |          |          |      |        |        |      |      |          |          |      |        |            |   |
| ノーマル           | ほのお | みず                         | でんき | くさ | こおり | エスパー | かくとう | どく | じめん | ひこう | むし | いわ | ゴースト | ドラゴン | あく | はがね | フェアリー |   |
| 攻撃する技のタイプ |        |                              |        |      |        |          |          |      |        |        |      |      |          |          |      |        |            |   |
| ノーマル           | -      | -                            | -      | -    | -      | -        | -        | -    | -      | -      | -    | -    | △        | ×        | -    | -      | △          | - |
| ほのお             | -      | △                            | △      | -    | ◎      | ◎        | -        | -    | -      | -      | -    | ◎    | △        | -        | △    | -      | ◎          | - |
| みず               | -      | ◎                            | △      | -    | △      | -        | -        | -    | -      | ◎      | -    | -    | ◎        | -        | △    | -      | -          | - |
| でんき             | -      | -                            | ◎      | △    | △      | -        | -        | -    | -      | ×      | ◎    | -    | -        | -        | △    | -      | -          | - |
| くさ               | -      | △                            | ◎      | -    | △      | -        | -        | -    | △      | ◎      | △    | △    | ◎        | -        | △    | -      | △          | - |
| こおり             | -      | △                            | △      | -    | ◎      | △        | -        | -    | -      | ◎      | ◎    | -    | -        | -        | ◎    | -      | △          | - |
| エスパー           | -      | -                            | -      | -    | -      | -        | △        | ◎    | ◎      | -      | -    | -    | -        | -        | -    | ×      | △          | - |
| かくとう           | ◎      | -                            | -      | -    | -      | ◎        | △        | -    | △      | -      | △    | △    | ◎        | ×        | -    | ◎      | ◎          | △ |
| どく               | -      | -                            | -      | -    | ◎      | -        | -        | -    | △      | △      | -    | -    | △        | △        | -    | -      | ×          | ◎ |
| じめん             | -      | ◎                            | -      | ◎    | △      | -        | -        | -    | ◎      | -      | ×    | △    | ◎        | -        | -    | -      | ◎          | - |
| ひこう             | -      | -                            | -      | △    | ◎      | -        | -        | ◎    | -      | -      | -    | ◎    | △        | -        | -    | -      | △          | - |
| むし               | -      | △                            | -      | -    | ◎      | -        | ◎        | △    | △      | -      | △    | -    | -        | △        | -    | ◎      | △          | △ |
| いわ               | -      | ◎                            | -      | -    | -      | ◎        | -        | △    | -      | △      | ◎    | ◎    | -        | -        | -    | -      | △          | - |
| ゴースト           | ×      | -                            | -      | -    | -      | -        | ◎        | -    | -      | -      | -    | -    | -        | ◎        | -    | △      | -          | - |
| ドラゴン           | -      | -                            | -      | -    | -      | -        | -        | -    | -      | -      | -    | -    | -        | -        | ◎    | -      | △          | × |
| あく               | -      | -                            | -      | -    | -      | -        | ◎        | △    | -      | -      | -    | -    | -        | ◎        | -    | △      | -          | △ |
| はがね             | -      | △                            | △      | △    | -      | ◎        | -        | -    | -      | -      | -    | -    | ◎        | -        | -    | -      | △          | ◎ |
| フェアリー         | -      | △                            | -      | -    | -      | -        | -        | ◎    | △      | -      | -    | -    | -        | -        | ◎    | ◎      | △          | - |

ダメージにかかる補正は以下の通り。ただし、『ポケモン不思議のダンジョン』では相性による補正値が異なる。
| 印 | 本編           | 不思議のダンジョン    | 不思議のダンジョン    |
| 印 | 本編           | 青の救助隊 赤の救助隊 | 時の探検隊 闇の探検隊 |
| -- | -------------- | --------------------- | --------------------- |
| ◎  | 通常の2.0倍    | 通常の1.5倍           | 通常の約1.4倍         |
| -  | 通常のダメージ | 通常のダメージ        | 通常のダメージ        |
| △  | 通常の0.5倍    | 通常の0.9倍           | 通常の約0.7倍         |
| ×  | 無効           | 通常の0.5倍           | 通常の0.5倍           |

- 作中では「◎」では「こうかはばつぐんだ!」、「△」では「こうかはいまひとつのようだ…」、「×」では「（ポケモン名）にはこうかがないようだ…」と表記される。以下「効果バツグン」、「効果今ひとつ」、「効果がない」と表記する。また、第七世代以降、一度戦ったことがあるポケモンは技ごとのタイプ相性がわかるようになった。
- 複数の相手に攻撃が当たった場合は誰にバツグンなのか、誰に今ひとつなのかが表示される。バツグンであれば「○○に効果はバツグンだ!」、今ひとつであれば「○○に効果はいまひとつだ」と表示される。
- 2つのタイプを持つポケモン相手に攻撃技を当てた場合、2つのタイプそれぞれの相性が乗算される。
  - 例1：いわ・はがねタイプのトリデプスがじめんタイプの攻撃技「じしん」を受けた場合、いわタイプもはがねタイプもじめんタイプの攻撃技には効果バツグンで2倍のダメージを受けてしまうので、2×2=4となり4倍のダメージ。
  - 例2：いわ・くさタイプのユレイドルがじめんタイプの攻撃技を受けた場合、いわタイプにじめんタイプの攻撃技は2倍のダメージだが、くさタイプにじめんタイプの攻撃技は0.5倍のダメージなので、2×0.5=1となり1倍（=通常）のダメージ。
    - 第一世代では、この場合に片方のタイプが優先され「こうかは ばつぐんだ!」または「こうかは いまひとつのようだ」と表示される。『金・銀』以降は通常ダメージの場合と同じく何も表示されない。

  - 例3：いわ・ひこうタイプのプテラがじめんタイプの攻撃技を受けた場合、いわタイプにじめんタイプの攻撃技は2倍のダメージだが、ひこうタイプにじめんタイプの攻撃技は0倍のダメージ（=効果がない）なので、2×0=0となり「効果がない」。そのため、タイプが二つある場合、どちらか一方でも「効果がない」場合はトータルでも「効果がない」となる。
- はがねタイプとあくタイプは『金・銀』から、フェアリータイプは『X・Y』から追加された。
- 第六世代からはがねタイプのポケモンは、ゴーストとあくタイプの攻撃技を受けた時のダメージが0.5倍（=こうかはいまひとつ）から1倍（=通常）に変更された。
- 第一世代では以下のように相性が一部異なっていた。

| 攻撃側   | 防御側   | 相性 |
| -------- | -------- | ---- |
| ゴースト | エスパー | ×    |
| どく     | むし     | ◎    |
| むし     | どく     | ◎    |
| こおり   | ほのお   | -    |

アニメや漫画などの関連作品でもタイプによる有利不利があるものの、本編のゲームではダメージになり得ない技が通じることがある。例えばじめんタイプのポケモンにでんきタイプの技を使用しても効果がある（イシツブテにピカチュウの電撃が通用する）といった具合である。ただし、じめん・みずタイプであるヌオーにでんきタイプの技が効かない描写など、同作品内でも場合によって相性の適用方法にばらつきがある。カードゲームや『ポケモン不思議のダンジョン』もタイプによる無効化が存在しない世界観である。

### ダメージ
ポケモンが技によって攻撃したときに受けるダメージは、攻撃側の「レベル」「こうげき」「とくこう」、防御側の「ぼうぎょ」「とくぼう」、及び上述のタイプなどに依存する。また、技が急所に当たった場合、ダメージは通常よりも大きくなる。
ポケモンの技は、「ぶつり」（物理）攻撃と「とくしゅ」（特殊）攻撃の2つに大別される。物理攻撃では、攻撃側の「こうげき」が高いほどダメージが多く、防御側の「ぼうぎょ」が高いほどダメージが少なくなる。「とくこう」と「とくぼう」は影響しない。逆に特殊攻撃では、「とくこう」と「とくぼう」が同様にダメージに影響し、「こうげき」と「ぼうぎょ」は影響しない。第一世代のみ、特殊攻撃は攻撃側と防御側の「とくしゅ」がダメージに影響する。第五世代以降は攻撃側の「とくこう」と防御側の「ぼうぎょ」でダメージ計算する技も存在するが、その逆はない。また、能力に関わらず相手のHPを半分にする「いかりのまえば」や、一撃でHPを0（ひんし）にする「ぜったいれいど」など、固定量のダメージを与える技もある。
ある技が物理攻撃であるか特殊攻撃であるかは、第三世代までは以下のように技の属するタイプによって決められていた。
物理攻撃
ノーマル・かくとう・どく・じめん・ひこう・むし・いわ・ゴースト・はがね
特殊攻撃
ほのお・みず・でんき・くさ・こおり・エスパー・ドラゴン・あく
第四世代以降では各タイプにそれぞれ物理・特殊攻撃技が設定されている。例えば「ほのおのパンチ」（ほのお）・「アクアブレイク」（みず）・「かみなりのキバ」（でんき）・「ワイドブレイカー」（ドラゴン）・「つじぎり」（あく）・「じゃれつく」（フェアリー）などの打撃を伴って（相手の体に接触して）攻撃する「直接攻撃」技や、「タネばくだん」（くさ）・「つららおとし」（こおり）・「サイコカッター」（エスパー）のような実体のある固形物などで間接的に攻撃する技は物理技に分類される。「ヘドロウェーブ」（どく）・「むしのさざめき」（むし）・「マッドショット」（じめん）・「ぼうふう」（ひこう）といった固体ではない物（液体、気体、音波など）や、「はかいこうせん」（ノーマル）・「きあいだま」（かくとう）・「パワージェム」（いわ）・「シャドーボール」（ゴースト）・「ラスターカノン」（はがね）・「ムーンフォース」（フェアリー）などの実体のないエネルギーや光をぶつけて攻撃する技は特殊技に分類される。なお、「くさむすび」（くさ）・「しぼりとる」（ノーマル）・「はなびらのまい」（くさ）という技だけは特殊攻撃でありながら直接攻撃（相手に触れる攻撃）扱いになっている。

### ポケモンの状態異常
ポケモンはバトル中に技を受けるなどすることで、ほかのRPGでの「病気」に似た概念である特殊な状態になることがある。これは状態異常と呼ばれる。
ポケモンの状態異常はバトル中、移動中に関わらず、ステータス画面やバトル画面で確認可能である。状態異常は特定のアイテムや技を使ったり、特性が発動したりすることで回復し、状態異常のない普通の状態に戻る。状態異常は重複せず、既に何らかの状態異常であれば他の状態異常になることはない。バトル終了後も回復しないが、ポケモンセンターなどを利用することで回復することができる。（）内は、第八世代での各状態異常のシンボルマーク。第9世代では一部を除き、その状態異常の付与を得意とするタイプのマークで状態異常を表すようになった。
どく（髑髏マーク）
毒に侵され、1ターン毎にHPが減っていく状態異常である。ステータス画面などで、紫色で「どく」と表示される。どく、はがねタイプのポケモン（「どく」状態にする側の特性が「ふしょく」の場合を除く）と特性「めんえき」を持つポケモンはこの状態にならない。『金・銀』のみ技「ダブルニードル」を使用すると、相手がはがねタイプであっても「どく」状態にすることができる。HPの減少量はポケモンの最大HPの約12%（第一世代では約6%。いずれも端数切り捨て）。ただし特性「ポイズンヒール」を持つポケモンはHPが減少せず、逆に毎ターン最大HPの約12%ずつ回復する。
第四世代までは移動中にも毒の効果を受け、4歩（『ファイアレッド・リーフグリーン』では5歩）でHPが1減少する。HPが0になると「ひんし」になった旨が表示される。第四世代ではひんしにはならず、HPが1まで減少した時点で「どく」が治り、その旨が表示される。
第八世代では、味方の場に特性「パステルベール」を持つポケモンがいる時に「どく」状態の味方を出すと、その場で「どく」が治る。逆も同様。そして「パステルベール」を持つポケモンがいる限り、「パステルベール」側は誰も「どく」状態にならない。
第九世代ではどくタイプのマークで表される。
もうどく（色が濃い髑髏マーク）
基本的に「どく」状態と同じだが、ターン毎のHPの減少量が増えていく（最大HPの約6%×経過ターン数。15ターン目以降は増えない）という点のみ異なる。第四世代までは表示自体は「どく」と変わらなかったが、『ブラック・ホワイト』以降では表示が「どく」よりも少し濃い紫色になる。
『金・銀』まではポケモンを交代すると通常の「どく」状態になった。バトルが終了すると、以後は通常の「どく」状態になる。
まひ（稲妻マーク）
麻痺し、「すばやさ」が半減し、さらに25%程度の確率で体が痺れて技が失敗する状態異常である。ステータス画面などで、黄色で「まひ」と表示される。第四世代では、特性「マジックガード」を持つポケモンは技が繰り出せなくなる効果を受けない。でんきタイプのポケモンと特性「じゅうなん」を持つポケモンはこの状態にならない。特性「はやあし」を持つポケモンは、「すばやさ」が逆に上昇する（技が繰り出せなくなる効果は残る）。技「きつけ」を受けると通常の2倍のダメージを受け、「まひ」が治る。
第九世代ではでんきタイプのマークで表される。
やけど（炎マーク）
火傷を負い、物理技を出した際のダメージ量が半減し、さらに1ターン毎にHPが減っていく状態異常である。ステータス画面などで、赤色で「やけど」と表示される。ほのおタイプのポケモンと特性「みずのベール」「すいほう」等を持つポケモンはこの状態にならない。特性「こんじょう」を持つポケモンの場合は物理ダメージ量が半減せず、逆に「こうげき」が上昇する。HPの減少量は基本的に「どく」と同じだが、特性「たいねつ」を持つポケモンはHPの減少量が軽減される。「どく」と異なり移動中は何も起こらない。技「うたかたのアリア」を受けるとダメージを受けると同時に「やけど」が治る。
自分の「こうげき」以外で攻撃する物理技がなかった第二世代までは物理技のダメージではなく「こうげき」が半減していた。
第九世代ではほのおタイプのマークで表される。
ねむり（zzマーク）
その場で眠ってしまい、技が一切出せなくなってしまう状態異常である。ステータス画面などで、灰色（第八世代は青）で「ねむり」と表示される。特性「ふみん」「やるき」を持つポケモンはこの状態にならない。ただし、技「いびき」「ねごと」は「ねむり」状態でのみ使用することができる。また、技「ゆめくい」「あくむ」や特性「ナイトメア」は、相手が「ねむり」状態のときのみ有効。
技「めざましビンタ」を受けると通常の2倍のダメージを受け、「ねむり」から目を覚ます。技「さわぐ」を使っている間は戦闘に参加している全てのポケモンは「ねむり」状態にならない（特性「ぼうおん」を持つポケモンを除く）。バトルに数ターン出ていると自然に目を覚まして再び行動可能となる。第一世代では目を覚ましただけで1ターン費やしてしまうが、第二世代からは起きるのと同時に行動をすることができるようになった。『Pokémon LEGENDS アルセウス』では「ねむけ（眠気）」状態となり、行動可能だが時々技が失敗する点は「まひ」と共通するが、隙だらけのため攻撃技を受けた際のダメージ量が増える。
こおり（雪の結晶マーク）
氷漬けになって体が動かなくなってしまい、技が一切使用できなくなってしまう状態異常である。ステータス画面などで、水色で「こおり」と表示される。こおりタイプのポケモンと特性「マグマのよろい」を持つポケモンはこの状態にならない。ただし、技「かえんぐるま」「せいなるほのお」などは「こおり」状態でも使用でき、使うことで自力で「こおり」を解かすことができ、相手のほのおタイプの技を受けた場合も「こおり」が解ける。第二世代以降では毎ターン25%の確率で回復するが、第一世代ではこの方法では回復しない為、通信対戦でこおり状態となってしまった場合は実質的に戦闘不能となってしまう。『Pokémon LEGENDS アルセウス』では「しもやけ（霜焼け）」状態となり、行動可能だが1ターン毎にHPが減っていく点は「どく」や「やけど」と共通するが、「やけど」とは対照的に特殊技を出した際のダメージ量が半減する。
第九世代ではこおりタイプのマークで表される。
ひんし（ボールに×印のマーク）
いわゆる戦闘不能のこと。HPが0になると、ポケモンはこの状態になる。ステータス画面などで、暗い赤色（第八世代は灰色）で「ひんし」と表示され、選択枠が全体的に赤くなる。厳密には状態異常に含めないとする解釈もある。他の状態異常とは異なり、この状態になるとバトルには参加できなくなり、強制的にモンスターボールに戻され、なつき度も下がる他、「ひんし」のまま放置し続けるとなつき度はどんどん下がっていく。また、この状態のポケモンは経験値をもらえない。戦闘中は道具を使うなどして「ひんし」状態から復活しない限り戦闘に復帰させることはできず、しかも通常の回復手段（「キズぐすり」などの通常回復アイテムなど）は使えない。なお、「ひんし」といっても本当に死亡する寸前というわけではなく、実際は「戦う元気がない」だけ（気絶、スタミナ切れなど）の状態であり、例えば移動中に使用できる技（「ひでんわざ」など）は使うことができる。手持ちのポケモンが全て「ひんし」になると敗北となり、所持金を没収されて最後に利用したポケモンセンターまで戻されてしまう（通信対戦などを除く）。
没収される金額は第三世代までは所持金の半分（最大499999）であったが、『ファイアレッド・リーフグリーン』『ポケモンXD』と第四世代以降は取られる金額が「（ゲームの進行に応じた8 - 120の定数）×（手持ちの最高レベル）」の積（8以上12000以下）に変わった。
その他
「こんらん」、「メロメロ」・「やどりぎ」・「にげられない」などがあるが、厳密には状態異常でなく、いずれも状態異常の欄には表示されない。状態異常ではないので重複することもあり、捕獲成功率にも影響しない。ポケモンが戦闘から離れるだけで回復する。
上記以外では「ひるみ」という状態がある。技「ねこだまし」「ずつき」などを先制で受けると、それらの技の効果で起きる。怯んだポケモンはそのターンの間動けない。特性「せいしんりょく」「りんぷん」を持つポケモンは怯まない。後攻で技を受けた場合に次のターンで動けなくなることはない。また、ダイマックスポケモンも決して怯まされない。
ポケルス
状態異常ではないが、状態異常の欄にピンク色で表示される（戦闘中はHPケージの側に表示されない）。ポケモンに感染する良性ウイルスのような極めて小さい生命体で、1度でも感染するとその後はバトルによる基礎ポイントの上昇が促進される。バトルの際に非常に低い確率で感染する他、感染したポケモンから他のポケモンに伝染することもある。伝染したポケモンを手持ちに入れた状態で一日経てば自然に治癒し、抗体ができ、効果も持続する。パソコンに預けておけば伝染可能な状態を維持できる。
第一世代および『ファイアレッド・リーフグリーン』では発生しないが、後者では『ルビー・サファイア』などから持ち込むことが可能である。

### 天気
現実世界と同じように、第二世代以降はバトル中に天気の概念が追加された。特定のタイプによる威力の増減、特定の技による命中率の変化する等の効果があり、第三世代のパッケージを飾るポケモンはすべて天気に関係した特性を有する。
特性「ノーてんき」「エアロック」を持つポケモンが場に出ていると、天気に関する効果はすべて無効になる。
ひざしがつよい
技「にほんばれ」「ダイバーン」を使用するか、特性「ひでり」「ひひいろのこどう」を持つポケモンを戦闘に出すと発生する。
日差しが強くなり、ほのおタイプの技の威力が1.5倍に、みずタイプの技の威力が0.5倍になる。技「ソーラービーム」「ソーラーブレード」が1ターンで即座に発動できるようになり、「かみなり」「ぼうふう」の命中率が50%に低下し、「ウェザーボール」がほのおタイプに変わって威力が2倍になり、「あさのひざし」「つきのひかり」「こうごうせい」でのHP回復量が最大の2/3（第二世代では全回復）に増え、「せいちょう」を使うと「こうげき」と「とくこう」のランクが一気に2段階上がる。「こおり」状態にならない。
特性「ようりょくそ」のポケモンは「すばやさ」が2倍になり、「フラワーギフト」のポケモンが自陣にいると自分も含めて味方の「こうげき」と「とくぼう」が1.5倍になり、「リーフガード」のポケモンは状態異常にならず、「しゅうかく」のポケモンは使った「きのみ」を必ず取り戻せる。「かんそうはだ」や「サンパワー」のポケモンは、毎ターン少しダメージを受けるが、「サンパワー」の場合は同時に「とくこう」が1.5倍になる。
ポワルンやチェリムの姿が変わり、ポワルンはほのおタイプに変わる。
特性「こだいかっせい」のポケモンはHP以外の最も高い能力が上がり、「ひひいろのこどう」のポケモンはこうげきが上がる。
特性「おわりのだいち」を持つポケモンを出すと「おおひでり」となり、日差しがとても強くなる。上記の効果に加え、みずタイプの技が無効になる。戦闘に出てる間永続し、特性「はじまりのうみ」「デルタストリーム」以外での天気の変更はできない。交代したり、ある技で特性を消されると元の天気に戻る。
あめ
技「あまごい」「ダイストリーム」を使用するか、特性「あめふらし」を持つポケモンを戦闘に出すと発生する。
雨が降り、みずタイプの技の威力が1.5倍に、ほのおタイプの技の威力が0.5倍になる。技「かみなり」「ぼうふう」が必中になり、第三世代以降は「ソーラービーム」「ソーラーブレード」の威力が0.5倍になり、「ウェザーボール」がみずタイプに変わって威力が2倍になり、「あさのひざし」「つきのひかり」「こうごうせい」でのHP回復量が最大の1/4にまで減少する。
特性「すいすい」のポケモンは素早さが2倍になり、「うるおいボディ」のポケモンはターンが終わる毎に状態異常が治り、「あめうけざら」「かんそうはだ」を持つポケモンは毎ターン少し回復する。
ポワルンの姿が変わり、みずタイプになる。
特性「はじまりのうみ」を持つポケモンを出すと「おおあめ」となり、雨がとても強くなる。上記の効果に加え、ほのおタイプの技が無効になる。戦闘に出てる間永続し、特性「おわりのだいち」「デルタストリーム」以外での天気の変更はできない。交代したり、ある技で特性を消されると元の天気に戻る。
すなあらし
技「すなあらし」「ダイロック」を使用するか、特性「すなはき」のポケモンが技でダメージを受けるか、特性「すなおこし」のポケモンを戦闘に出すと発生する。
砂嵐が吹き荒れ、いわ・じめん・はがねタイプ以外のポケモンは毎ターン終了時にHPが約6%（第二世代は約12%）減る。第三世代以降は、技「ソーラービーム」「ソーラーブレード」の威力が0.5倍になり、「ウェザーボール」がいわタイプに変わって威力が2倍になり、「あさのひざし」「つきのひかり」「こうごうせい」でのHP回復量が最大の1/4にまで減少し、逆に「すなあつめ」でのHP回復量は2/3に増える。
特性「すながくれ」のポケモンは回避率が上がり、「すなかき」のポケモンは「すばやさ」が2倍になり、「すなのちから」のポケモンはいわ・じめん・はがねタイプの技の威力が1.3倍になる。これらの特性を持つポケモンはタイプに関係なくダメージを受けない。ポワルンは天気によって3種類の姿・タイプに変化するが、砂嵐の場合は一切変化しない。
第四世代以降は、いわタイプのポケモンは「とくぼう」が1.5倍になる。
あられ
第三世代から登場。技「あられ」「ダイアイス」を使用するか、特性「ゆきふらし」のポケモンを戦闘に出すと発生する。
霰が降り、こおりタイプ以外のポケモンは毎ターン終了時にHPが約6%減る。技「ふぶき」が必中になり、「オーロラベール」が使えるようになり、「ソーラービーム」「ソーラーブレード」の威力が0.5倍になり、「ウェザーボール」がこおりタイプに変わって威力が2倍になり、「あさのひざし」「つきのひかり」「こうごうせい」でのHP回復量が最大の1/4にまで減少する。
特性「ゆきがくれ」のポケモンは回避率が上がり、特性「アイスボディ」のポケモンは毎ターン終了時にHPが約6%回復する。
ポワルンの姿が変わり、こおりタイプになる。コオリッポがダメージを受けて頭を覆う氷塊が砕かれた場合、降っている状態に再度登場するか、霰が降り始めた際に頭の氷塊が復活する。
ゆき
第九世代から登場。技「ゆきげしき」「さむいギャグ」を使用するか、特性「ゆきふらし」のポケモンを戦闘に出すと発生する。
雪が降り、こおりタイプのポケモンの「ぼうぎょ」が1.5倍になり、技「ふぶき」が必中になる。第八世代までに登場した上記の「あられ」と置き換わる形で登場し、毎ターンHPが減ることを除き、仕様は概ね「あられ」から引き継がれている。
きりがふかい
技や特性による発生ではなく、視界を奪われる程に深い濃霧がマップ上で発生している状態で戦闘に入ると、戦闘中もこの天気になる。戦闘に影響する天気としての霧がマップ上で自然発生するのはシンオウ（ヒスイ）地方のみ。
「ウェザーボール」はノーマルタイプのまま威力が2倍になる。「ソーラービーム」「ソーラーブレード」の威力が0.5倍、「あさのひざし」「つきのひかり」「こうごうせい」でのHP回復量が最大の1/4にまで減少する。しかしこの天気の最大の特徴は、互いの技の命中率が60%にまで下がること（「だましうち」「つばめがえし」などの必中技は除く）。技や特性による別の天気への変更や、技「きりばらい」による解除が可能。予めマップ上で「きりばらい」を使うことで霧が晴れてマップも見やすくなり、霧の影響を受けずに戦闘に入れる。
らんきりゅう
第六世代から登場。特性「デルタストリーム」を持つポケモンを戦闘に出すと発生する。
ひこうタイプのポケモンは乱気流に守られ、弱点となるタイプの技を受けても「効果バツグン」にならず等倍のダメージに軽減される。戦闘に出ている間効果は永続し、特性「おわりのだいち」「はじまりのうみ」以外での天気の変更はできない。交代したり、ある技で特性を消されると元の天気に戻る。

### フィールド
第六世代以降はバトル中にフィールドの概念が追加された。特定の技の威力の増減や状態異常の防止などといった効果がある。ひこうタイプのポケモンや特性「ふゆう」のポケモンはフィールドの効果は働かない。
技「きりばらい」「アイアンローラー」「アイススピナー」「ラジアルエッジストーム」「キョダイフウゲキ」を使用することでフィールドを解除することができる。
エレキフィールド
技「エレキフィールド」「ダイサンダー」を使用するか、特性「エレキメイカー」「ハドロンエンジン」のポケモンを戦闘に出すと発生する。
足元に電気が駆け巡り、でんきタイプの技の威力が上がり、「ねむり」状態にならなくなる。
技「ほごしょく」を使ったポケモンはでんきタイプに変わり、「しぜんのちから」を使うと「10まんボルト」になり、「ひみつのちから」の追加効果は「まひ」になる。
フィールドの効果を受けているポケモンが繰り出す技「だいちのはどう」のタイプがでんきタイプに変わって威力が2倍になり、「ライジングボルト」を受けるポケモンがフィールドの効果を受けていると威力が2倍になる。
特性「サーフテール」のポケモンはすばやさが上がり、「ぎたい」のポケモンのタイプがでんきタイプに変わり、「クォークチャージ」のポケモンはHP以外の最も高い能力が上がり、「ハドロンエンジン」のポケモンはとくこうが上がる。
道具「エレキシード」を持っているとそれを消費し、ぼうぎょが上がる。
グラスフィールド
技「グラスフィールド」「ダイソウゲン」を使用するか、特性「こぼれダネ」のポケモンが技でダメージを受けるか、特性「グラスメイカー」のポケモンを戦闘に出すと発生する。
足元の草が生い茂り、くさタイプの技の威力が上がり、毎ターンHPが少しずつ回復し、技「じしん」「マグニチュード」「じならし」の威力が下がる。
技「ほごしょく」を使ったポケモンはくさタイプに変わり、「しぜんのちから」を使うと「エナジーボール」になり、「ひみつのちから」の追加効果は「ねむり」になる。
フィールドの効果を受けているポケモンが繰り出す技「だいちのはどう」のタイプがくさに変わって威力が2倍になり、「グラススライダー」を先制で繰り出せるようになる。
特性「くさのけがわ」のポケモンのぼうぎょが上がり、「ぎたい」のポケモンのタイプがくさタイプに変わる。
道具「グラスシード」を持っているとそれを消費し、ぼうぎょが上がる。
ミストフィールド
技「ミストフィールド」「ダイフェアリー」を使用するか、特性「ミストメイカー」のポケモンを戦闘に出すと発生する。
足元に霧が立ち上り、状態異常にならなくなり、ドラゴンタイプの技の威力が半減される。
技「ほごしょく」を使ったポケモンはフェアリータイプに変わり、「しぜんのちから」を使うと「ムーンフォース」になり、「ひみつのちから」の追加効果で相手のとくこうを下げる。
フィールドの効果を受けているポケモンが繰り出す技「だいちのはどう」のタイプがフェアリーに変わって威力が2倍になり、「ミストバースト」の威力が上がる。
特性「ぎたい」のポケモンのタイプがフェアリータイプに変わる。
道具「ミストシード」を持っているとそれを消費し、とくぼうが上がる。
サイコフィールド
技「サイコフィールド」「ダイサイコ」を使用するか、特性「サイコメイカー」のポケモンを戦闘に出すと発生する。
足元が不思議な感覚になり、エスパータイプの技の威力が上がり、先制技が繰り出せなくなる。
技「ほごしょく」を使ったポケモンはエスパータイプに変わり、「しぜんのちから」を使うと「サイコキネシス」になり、「ひみつのちから」の追加効果で相手のすばやさを下げる。
フィールドの効果を受けているポケモンが繰り出す技「だいちのはどう」のタイプがエスパーに変わって威力が2倍になり、「ワイドフォース」の威力が上がり、相手全体を攻撃できる。
特性「ぎたい」のポケモンのタイプがエスパータイプに変わる。
道具「サイコシード」を持っているとそれを消費し、とくぼうが上がる。

### 道具
トレーナーがバトル中に使用できる道具は、「モンスターボール」などの野生ポケモンを捕獲するもの、「キズぐすり」「おいしいみず」などHPを回復させるもの、「どくけし」「まひなおし」など状態異常を治療するもの、「プラスパワー」「スピーダー」など一時的に能力値を上げる戦闘用のものなどがある。これらは戦闘用アイテムを除き、通信対戦においては使用できない。
第二世代以降は、ポケモンに道具を一つだけ持たせることができる。これは一般的なRPGにおける装備と同じもので、あるタイプの技の威力を高めたり、ある特性のと同じ効果を付加したりする事ができる。また、きのみを持たせることでバトル中に特定のタイミングでポケモンがそのきのみを食べ、自動的にHP回復や能力上昇などができるようになる。さらに、保有する特性や技との兼ね合いで、自ら「やけど」や「もうどく」などの状態異常にするためのアイテムを装備する事で、攻撃力や素早さなどを高める場合もある。

### ポケモンの特性
第三世代以降は、新たに「とくせい」（以下「特性」と表記）と呼ばれるステータスが追加された。各ポケモンごとに1 - 3種類の特性が設定されており、通常は2つ設定された特性（通常特性）のうちのどれか1つを有する（もともと1つしか設定されていないものもある）。なお、ブラック・ホワイトからポケモン・グローバル・リンク内のサービスであるポケモン・ドリーム・ワールド（終了済）で入手できた個体は3番目の特性を持っており、「隠れ特性」あるいは「夢特性」と呼ばれる。現バージョンでは群れバトルなど特殊な状態でのプレイで3番目の特性を持つ個体を入手できる可能性がある。
特性によって、次のような効果が発生する（一例）。
- 攻撃力や防御力、素早さなどが変化する。
- 攻撃した相手に特定の追加効果を与える。
- タイプの相性を無視して技を当てる。
- 相手からの特定の技や追加効果が無効、あるいはダメージが軽減、相手の技自体が使えなくなったりする。
- 天気が変化する。
- 特定の条件下でポケモンの姿や能力が変化する。

## 通信システム
通信ケーブルやワイヤレスアダプタ、DSワイヤレス通信などを用いて様々な通信プレイが楽しめることはシリーズの醍醐味の1つである。
シリーズは大きく2つのグループに分けられる。同じグループ内であれば何らかの形で通信プレイが可能だが、別のグループとは直接的にも間接的にも通信は不可能である。
1. 『赤・緑・青・ピカチュウ』、『金・銀・クリスタル』、『ポケモンスタジアム』シリーズ
2. 『ルビー・サファイア・エメラルド』、『ファイアレッド・リーフグリーン』、『ダイヤモンド・パール・プラチナ』、『ハートゴールド・ソウルシルバー』、『ブラック・ホワイト』、『ブラック2・ホワイト2』、『X・Y』、『オメガルビー・アルファサファイア』、『赤・緑・青・ピカチュウ（VC版）』、『サン・ムーン・ウルトラサン・ウルトラムーン』、『金・銀・クリスタル（VC版）』、『ポケモンボックス』、『ポケモンコロシアム』、『ポケモンXD』、『ポケモンバトルレボリューション』、『ポケモン牧場』

### 通信対戦
手持ちのポケモンを他のプレイヤーと戦わせることができる。基本的なゲームシステムは本編と同じだが、道具の直接的な使用はできない。ただ、攻撃力や防御力を高めたり、状態異常に陥った際に自動的に回復させたりするための道具をバトル開始前に持たせることは可能で、消費などで失われてもバトル終了時に全て元に戻る。
『金・銀』以降では勝敗数が記録されるが、ここでの勝敗はストーリーに影響が無い（「トレーナーファンクラブ」の人気具合には影響する）。敗北によるペナルティも無い。
統一されたルールの元、全国でチャンピオンを決定する大会も開催される。また、個人的なオフ会においても人気のある通信プレイである。

### 通信交換
手持ちのポケモンを交換することができる。一部のソフト・ポケモンを除き、無条件で交換は可能である。ポケモン図鑑を完成させるためには必須な要素でもある。
シリーズで最初に発売される1組2つのカートリッジを揃えれば、少なくともその地方に存在するポケモンのコンプリートは可能。『青』や『エメラルド』などのマイナーチェンジ版は、最初の2バージョン両方が無ければコンプリートができない。
仲間にしたポケモンにはそのプレイヤーと同じ「IDナンバー」が付けられ、他人からもらったポケモンと区別される。IDナンバーが異なる、つまり他のプレイヤーが捕まえたポケモンを送り込むとそのポケモンは経験値を多く貰えるが、ゲームをあまり進めていない状態（全ての「ジムバッジ」を獲得していない状態）では、レベル次第ではプレイヤーの指示を聞いてくれないことがあり、その場合は全ての技が「うまく決まらなかった」扱いになってしまう。ゲームを進めて「ポケモンジム」をクリアし、ジムバッジを手に入れると高レベルのポケモンも扱えるようになる。これらはゲーム内のNPCと交換したポケモンや配達員から直接受け取ったポケモンの場合も同様である。
第四世代以降ではプレイヤーの住む現実の地名を登録しておくことが可能で、交換相手が登録していた地名が地球儀「ジオネット」に記録される。なお、この機能は後述のWi-Fiを利用した通信においても有効である。

#### タイムカプセル
通信交換の特殊な形態。特定イベント発生以後利用可能になる。『金・銀・クリスタル』から、前作である『赤・緑・青・ピカチュウ』と通信する場合に利用される。
続編である『金・銀・クリスタル』において、過去の世界と通信するという設定になっている。『赤・緑・青・ピカチュウ』に存在しないポケモン、および存在しない技を覚えたポケモンは送れない（このポケモンをひとつ手持ちに含んだだけで『金・銀・クリスタル』側ではじかれる）が、通常通りの通信交換が可能である。
『赤・緑・青・ピカチュウ』の「けつばん」を『金・銀・クリスタル』に送った場合、『金・銀・クリスタル』で番号が存在するポケモンの場合はそのポケモンに変化する。

#### パルパーク
厳密には通信交換ではないが、タイムカプセルのように他作品との通信手段である。ニンテンドーDSのダブルスロット機能を利用し、第三世代のソフトにいるポケモンを第四世代のソフトに転送するときに使用する。
第三世代のゲーム内に存在する「パルパーク」という施設にGBA版のポケモンを放して、改めて捕まえ直すことで第四世代のソフトに加えることができる。
ゲーム内でも明示されるとおり第三世代に送り戻すことはできない。

#### ポケシフター
2台のニンテンドーDSを利用し、ダウンロードプレイを活用する形で第四世代のソフトにいるポケモンを第五世代のソフトへ転送する時に使用する。ミニゲームで捕まえ直してから『ブラック・ホワイト』『ブラック2・ホワイト2』で仲間にできるようになる。
パルパークと同様に第四世代に送り戻すことはできない。また道具を持っていくことができず、ポケモンに持たせていても強制的に第四世代側のバッグに戻されてしまう。
なお『ブラック・ホワイト』には「転送マシン」という類似のシステムが存在する。これは映画関連の特別なポケモンを同作へ送るためのもので、エンディング前から利用できる・ミニゲームがないなどの違いがある。送り返せない。

### 離れたプレイヤーとの通信
インターネット等を介して行われる特殊な通信である。遠距離のプレーヤー同士でポケモンの通信交換や対戦を行うことができる。
なお、知り合い同士で通信する場合電話やメールなどで連絡を取り合えばよいので特別な意思疎通の手段は必要ないが、DS版のニンテンドーWi-Fiコネクションでは互いに登録した知り合い同士の通信ではマイクを使用しての「ボイスチャット」を利用することもできる。
一方、見ず知らずの人と交換・対戦を行う際のプレーヤー間の意思疎通は制限されている。しかし、『クリスタル』では32文字まで自由に文字入力できるアイテム「メール」をポケモンに持たせ、交換することができた。

#### クリスタル
『クリスタル』では、モバイルアダプタGBを使用した通信が可能である。
知り合い同士の交換・対戦
互い携帯電話の番号を登録することで利用できる。通常の通信交換や対戦などと同じ要領で利用できる。電話代対策か、1日当たり10分までという制限がある。サーバーを介さないのでサービスが終了した現在でも利用可能。
見ず知らずの人との交換（ポケモンコミュニケーションセンター）
（現在はサービス終了）欲しいポケモンと提供するポケモンを示して登録すると、条件に合った人との交換を取り持ってくれる。「見つけたポケモン」として登録されたポケモンのみ要求できる。また、メーカーが用意した特別なポケモンのデータをもらうこともできた。
見ず知らずの人との対戦（バトルタワー）
（現在はサービス終了）サーバーにあるトレーナー情報をダウンロードして戦えるサービス。サーバーに登録されているトレーナーは以前にこのサービスを利用したプレイヤーであり、間接的に他のプレイヤーとバトルを行うことができる（操作はコンピュータ）。ある程度の成績を収めると自分がサーバーに登録されることもある。レベルの上限が10から100までの10段階のバトルルームが選べた。

#### ダイヤモンド・パール以降
『ダイヤモンド・パール』以降ではニンテンドーWi-Fiコネクションなどインターネット通信を利用して行われる。『クリスタル』同様、知り合い同士及び見知らぬ人との交換・対戦を行えるなどのサービスを行っている。主なサービスは以下の通りである。
知り合い同士の交換・対戦
互いに「ともだちコード」を「ともだちてちょう」に登録することで利用できる。通常の通信交換や対戦などと同じ要領で利用できる。
見ず知らずの人との交換（GTS、グローバルトレードステーション）
『クリスタル』同様欲しいポケモンと提供するポケモンを示して登録すると、条件に合った人との交換を取り持ってくれるというものである。「見つけたポケモン」しか要求できないが、ポケモンを要求した時点でそのポケモンを登録しているプレイヤーが表示され、条件が合えば直ちに交換できる。
『ブラック・ホワイト』『ブラック2・ホワイト2』では「GTSネゴシエーション」があり、互いに交換したいポケモンを見せ合って交換することもできる。
『X・Y』『オメガルビー・アルファサファイア』では欲しいポケモンを直接入力することができるが、一部の特別なポケモンは交換に出すことができなくなった。
見ず知らずの人との対戦（バトルタワー Wi-Fiバトルルーム/バトルサブウェイ Wi-Fiトレイン）
サーバにあるトレーナー情報をダウンロードして戦えるサービス。『クリスタル』同様だがレベル別の部屋は無くなり、登録できるメッセージの自由度も大幅に減少している。
見ず知らずの人との遊び（Wi-Fiひろば）
『プラチナ』『ハートゴールド・ソウルシルバー』に登場。同じ部屋に最大20人まで入り、ミニゲームなどを楽しむことができる。
ランダムマッチ
『ブラック・ホワイト』以降に登場。「ともだちコード」を登録したプレイヤー同士の通信（対戦のみ）だけでなく、ランダムでマッチングされた相手とリアルタイムで対戦することができる。第四世代では『ポケモンバトルレボリューション』を使用することで、同様の対戦が可能だった。

### その他の通信
作品ごとに存在する特殊な通信プレイを記載する。
ふしぎなおくりもの
『金・銀・クリスタル』においては、ゲームボーイカラーの赤外線ポートを利用した通信。お互いランダムにアイテムが手に入る。ポケットピカチュウカラーとの通信も可能。
『ファイアレッド・リーフグリーン』や『エメラルド』においては、ジョイスポットでのキャンペーンに使用した。プレイヤー同士の通信はできない。購入時の時にはこの「ふしぎなおくりもの」は表示されず、フレンドリィショップのアンケートの「あいことば」を入力しない限り使うことができない。またワイヤレスアダプタ非接続時には表示されない。
第四世代以降ではゲーム外イベントで使われるほか、『バトルレボリューション』との通信にも用いる。『ダイヤモンド・パール・プラチナ』でこのモードを出現させるには「あいことば」を入力するか、無線配信が行われている場所でゲームを起動する必要がある。『ハートゴールド・ソウルシルバー』以降では購入時の初期時点で標準装備である。
モバイル/モバイルスタジアム
『クリスタル』に登場。周辺機器「モバイルアダプタGB」を利用して、様々なデータをアップロード・ダウンロードすることが可能だった。モバイルアダプタGBを接続するまではこの項目が表示されない。
最新のポケモン情報やプレイヤーランキングが表示されたり、特殊な道具を入手できるニュースが月刊で配信された。
公式大会入賞者の使用ポケモンと実際のバトルのデータをダウンロードし、『ポケモンスタジアム金銀』上で挑戦や観戦が可能だった。
ふしぎなできごと
『ルビー・サファイア・エメラルド』に登場。キャンペーンで配布される特殊なデータや、カードe+から読み込まれた新たなトレーナーやアイテムを追加できる（エメラルドではこの方法でのカードe+通信は不可）。
ふしぎなもらいもの
『ファイアレッド・リーフグリーン』と『エメラルド』に登場。カードe+から読み込まれた新たなトレーナーやマップを追加できる。出現には「ふしぎなおくりもの」と同様の手順が必要で、ワイヤレスアダプタ接続時には表示されない。
レコードを混ぜる
『ルビー・サファイア・エメラルド』と第四世代に登場。お互いの冒険の記録の一部を共有する。通信相手の武勇伝や失敗談がゲーム内のテレビで語られたりする。前者ではさらにあらかじめ作っておいた「ひみつきち」が通信相手のマップ上に出現することもある。
お菓子を作る
『ルビー・サファイア・エメラルド』、『ダイヤモンド・パール・プラチナ』に登場。お互いの「きのみ」を持ち寄って「ポロック」や「ポフィン」を作ることができる。
ポケモンコンテスト
『ルビー・サファイア・エメラルド』、『ダイヤモンド・パール・プラチナ』に登場。ポケモンの魅力を競うコンテスト。ポロックやポフィンによって高めたコンディションを披露したり、技を使って攻撃ではなく演技のアピールを行う。
『ダイヤモンド・パール・プラチナ』では集めたアクセサリーで着飾ったり、リズムに合わせてボタンを押すダンス審査も追加された「スーパーコンテスト」となっている。
ミニゲーム
『ファイアレッド・リーフグリーン』『エメラルド』、『プラチナ』に登場。アクションゲームである「ドードリオのきのみどり」「ミニポケモンでジャンプ」「きのみクラッシュ」がある。
ユニオンルーム
『ファイアレッド・リーフグリーン』『エメラルド』以降、第五世代までの作品に登場。このモードで遊んでいるプレイヤーが近くにいると彼らが画面内に表示され、簡易対戦や交換を申し込んだりチャットをしたりすることができる。ワイヤレス通信を活用した通信といえる。
第四世代では通信交換やレコード混ぜは基本的に全てユニオンルーム内で行う。タッチペンで複数のプレイヤーが1つのキャンバスに「おえかき」することも可能になった。
ぐるぐる交換
『プラチナ』以降の作品に登場。お互いユニオンルームにポケモンのタマゴを持ち寄って、ミニゲームでランダムに交換することができる。
ちかつうろ
『ダイヤモンド・パール・プラチナ』に登場。基本的には1人で遊ぶミニゲームで、ポケモンの化石や宝石を発掘したり、それらと交換したグッズを用いて秘密基地を飾ることができる。しかし、ユニオンルームのようにこのモードで遊んでいるプレイヤーが近くにいると、同じ地下通路にそれが秘密基地ごと出現し、化石掘りを協力し合ったり、道具を交換したり、あるいは秘密基地の旗を取り合ったりすることができる。
すれちがい通信
『ブラック・ホワイト』から『オメガルビー・アルファサファイア』までに登場。近くにいるプレイヤーと通信によってコミュニケーションをとることができる。
『オメガルビー・アルファサファイア』では上記「レコードを混ぜる」の役割がこれに移されている。

### 他言語版との通信
ポケットモンスターのビジネスは国際的に展開されており、ゲームもさまざまな言語に翻訳されている。ただし現在のところ日本語以外ではハングル版の『金・銀』および第四世代以降の本編ソフトを除くと欧米の言語のものしか発売されていない。よって中文版などは多数の海賊版が存在する。
『金・銀』以前では他言語版同士の通信は文字コードの問題などで不可能である。強引に行おうとするとデータに異常をきたす恐れがあるとして、公式サイトからも行わないように注意されていた。
『ルビー・サファイア』以降のGBA版同士では、一部制限はあるものの可能であり、説明書などでは明記されていないものの半公認となっている。以下、簡潔に説明する。
- 対戦・交換・ポロック・コンテスト・ミニゲームは全面的に可能
- GBA版において、日本語版とそれ以外によるレコード混ぜは『エメラルド』同士のみ可能
- GBA版ユニオンルームでの通信・カードeの融通・他機種（ニンテンドー ゲームキューブなど）版との通信は全面的に不可
- パルパーク・ポケシフターは言語が同じでなければできないが、同じ世代であればポケモンの交換は可能

『ダイヤモンド・パール』以降では他言語同士の通信がWi-Fiコネクションも含めて全面的に可能である。他国版のプレイヤーが捕まえたポケモンは同じ言語版で交換したポケモンよりもさらに経験値が多めに貰えるなど、積極的な国際交換を促す仕掛けが用意されている。また、『ブラック・ホワイト』『ブラック2・ホワイト2』では日本語版でハングルの表示も可能になり、No.493以前のポケモン（『ダイヤモンド・パール』以前に発見されている）に対応する、発売されている全言語版の図鑑データが収録されている。
『X・Y』では全世界同時発売を目的にゲームが制作された為、どの地域でソフトを購入しても言語が選択でき、全てのポケモンの全原語版のデータが参照できるようになっている（全原語版のデータを所有することが条件である）。
『サン・ムーン』では中国語が追加され、繁体字と簡体字双方の漢字表記にも対応している。

## 日本国外版のゲームソフト
英語版ではポケモン名・地名・人名などが国柄に合わせた形に英訳されている。また民家の仏壇が「ディグダの像」に、道具の「饅頭」「煎餅」が「キャンディバー」「クッキー」に、通貨である「円」が「ポケドル」になるなど日本的なものは一部差し替えられている。なお英語版に続き各国で発売されたソフトは、英語名を元にしている部分が多々ある。
日本語版での『赤・緑』は、日本国外版では星条旗の色と同じ『赤・青』として発売された。ただし、『青』の内容は日本語版での『緑』と同じものである。
ゲーム内容はほぼ変化はないが、『金・銀』で一部ポケモンの出現種類が異なったり、『ポケモンコロシアム』ではボーナスディスクでの入手ポケモンが差し替えられている。『ファイアレッド・リーフグリーン』では主人公の家やタマムシデパートにあるゲーム機のグラフィックが異なっている。また、DS版ではゲームコーナーの内容が変更になっているものもある。
GBソフトである『金・銀』までは名前文字数の関係からか日本国外版との通信は正常に働かないが、GBAになりデータ形式が一新された『ルビー・サファイア』からは日本国外版との通信が可能となっている。一部の通信では一時的に文字化けすることが確認されているが問題はない。
DS版以降では異なる言語のソフトで手に入れたポケモンを通信で手に入れると、ポケモン図鑑にその言語での解説文が追加される（日本国外のGBA版で手に入れたポケモンでも可。『ダイヤモンド・パール』では一部のポケモンに限る）。ニンテンドーWi-Fiコネクション・ニンテンドーネットワークを利用した世界規模の通信が可能であることもゲーム内で示唆されている。

## ゲームデータの配布と関連商品との連動
シリーズ第1作目『赤・緑』の「ミュウ」に始まるゲームデータ配信は、シリーズを通して続いている。
配布イベントはさまざまな媒体や店舗などで行われている。無料での配信の場合もあるが、映画の前売り・鑑賞券、雑誌などの購入特典として配信されることもある。また、配信されるポケモンが数種類の内でランダムであったり、タマゴの状態（孵るまでどのポケモンか不明なことも多い）で配信される場合もある。欧米では有料での配信サービスについては、ユーザーがソフト本体以外の金銭を払わずとも日本版と同様のデータを受け取れるようになっている。
『赤・緑・青・ピカチュウ』 (1996 - 1999)
幻のポケモン「ミュウ」はゲーム中では入手できず図鑑完成にも影響しないが、当時大きな話題を呼んだ。基本的に抽選での当選者のみに配られ、バグ技などを除くと入手方法はなかった。
『金・銀・クリスタル』 (1999 - 2002)
新たな幻のポケモン「セレビィ」が登場。前作におけるミュウと同様に配布が行われたほか、『クリスタル』ではモバイルシステムGBのイベントでセレビィを入手することもできた。ミュウに関しては配布イベントがなく、前作で配布されたものを「タイムカプセル」で連れてくる必要があった。
『ルビー・サファイア・エメラルド』『ファイアレッド・リーフグリーン』 (2002 - 2006)
この世代から映画との連動が始まり、前売り券に特定のポケモンまたはどうぐの引換券が付くようになった。
『ダイヤモンド・パール・プラチナ』『ハートゴールド・ソウルシルバー』 (2006 - 2010)
映画との連動のほかに、ニンテンドーWi-Fiコネクションを利用したサービスも開始され、自宅の無線LANやDSステーションを利用して特定のデータを受け取ることができた。
『ブラック・ホワイト』『ブラック2・ホワイト2』 (2010 - 2013)
引き続き映画との連動や、Wi-Fiコネクションによるデータの配信などが行われた。
また、シリーズ初となるWEBサイトとの連動サービス「ポケモングローバルリンク」が始まり、隠れ特性を持ったポケモンや幻のポケモンなどを入手できた。他にも関連商品に同梱のシリアルナンバーや合言葉を入力して入手できるものもあった。
『X・Y』『オメガルビー・アルファサファイア』 (2013 - 2016)
『サン・ムーン』『ウルトラサン・ウルトラムーン』 (2016 - 2019)
『Let's Go! ピカチュウ・Let's Go! イーブイ』 (2018・2019)
『ソード・シールド』 (2016 - 2019)　
『ブリリアントダイヤモンド・シャイニングパール』（2019‐2022）　
『スカーレット・バイオレット』(2022‐)　　
Wi-Fiコネクションに代わりニンテンドーネットワークによる配信となった。
映画の前売券における特典は券にシリアルナンバーが付与されるようになり、店頭での受け取りは『光輪の超魔神 フーパ』のおでましポケモンを除いて廃止された。

## サウンドトラック
| タイトル                                                                                   | 発売日         | ゲーム                                              |
| ------------------------------------------------------------------------------------------ | -------------- | --------------------------------------------------- |
| ゲームボーイ『ポケモン』のサウンドがまるごと入って、遊べるCD                               | 1997年11月1日  | ポケットモンスター 赤・緑                           |
| GBA ポケモン ルビー&サファイア ミュージック・スーパーコンプリート                          | 2003年4月26日  | ポケットモンスター ルビー・サファイア               |
| GBA ポケモン ファイアレッド・リーフグリーン ミュージック・スーパーコンプリート             | 2004年5月26日  | ポケットモンスター ファイアレッド・リーフグリーン   |
| ニンテンドーDS ポケモン ダイヤモンド&パール スーパーミュージックコレクション               | 2006年12月22日 | ポケットモンスター ダイヤモンド・パール             |
| ニンテンドーDS ポケモン ハートゴールド&ソウルシルバー ミュージック・スーパーコンプリート   | 2009年10月28日 | ポケットモンスター ハートゴールド・ソウルシルバー   |
| ニンテンドーDS ポケモン ブラック&ホワイト スーパーミュージックコレクション                 | 2010年10月20日 | ポケットモンスター ブラック・ホワイト               |
| ニンテンドーDS ポケモンブラック2・ホワイト2 スーパーミュージックコンプリート               | 2012年7月25日  | ポケットモンスター ブラック2・ホワイト2             |
| ニンテンドー3DS ポケモン X・Y スーパーミュージックコレクション                             | 2013年11月13日 | ポケットモンスター X・Y                             |
| ニンテンドー3DS ポケモン オメガルビー・アルファサファイア スーパーミュージックコンプリート | 2014年12月3日  | ポケットモンスター オメガルビー・アルファサファイア |
| ポケモン 赤・緑 スーパーミュージック・コレクション                                         | 2016年4月27日  | ポケットモンスター 赤・緑                           |
| ニンテンドー3DS ポケモン サン・ムーン スーパーミュージック・コンプリート                   | 2016年11月30日 | ポケットモンスター サン・ムーン                     |

## 世界大会

### 日米交流戦
ポケモンワールドチャンピオンシップスの前身となる2008年にポケモンゲーム日米交流戦2008が開催された。

### ポケモンワールドチャンピオンシップス
ポケモンワールドチャンピオンシップス（ポケモンWCS）は前身の日米交流戦をもとに2009年に本格的に始まったポケモンゲームの公式の賞金付き（奨学金）付き世界大会である。